# Villa Moser (Stuttgart)

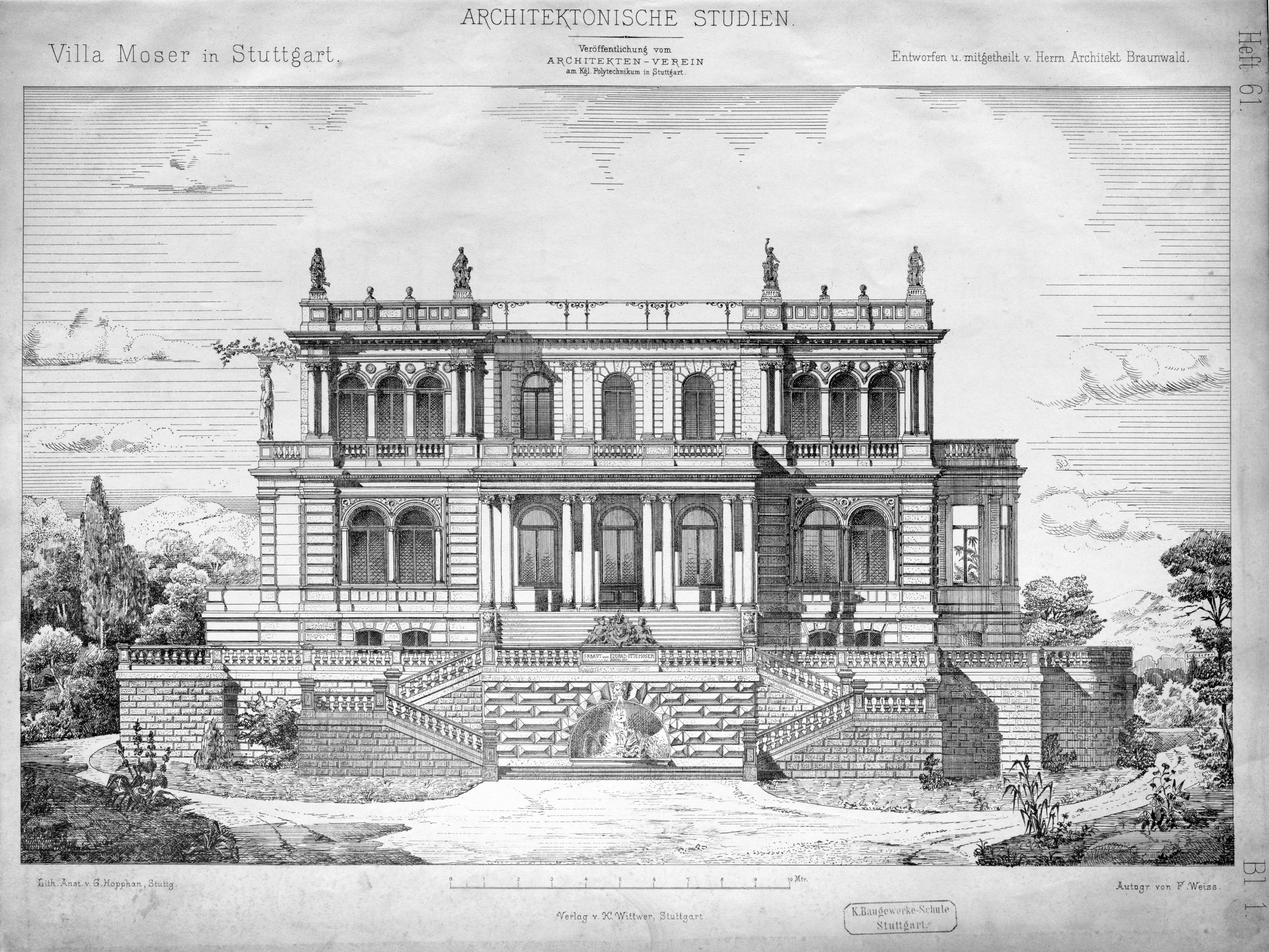
Johann Wendelin Braunwald: Villa Moser, Entwurf, Ansicht von Osten, vor 1870.

Die Villa Moser war eine Landhausvilla in Stuttgart, die 1875 von Johann Wendelin Braunwald für den Schokoladefabrikanten Eduard Otto Moser in dem Park des Leibfriedschen Gartens erbaut wurde. Im Jahr 1944 wurde die Villa bei einem Luftangriff bis auf die Grundmauern zerstört.
Zur Internationalen Gartenbauausstellung 1993 (IGA '93) konzipierte der Architekt Hans Dieter Schaal die Kunststation Villa Moser, die die Überreste der Villa und ihren verwilderten Park durch Laufstege für das Publikum zugänglich macht.
Hinweis:
- Nach dem späteren Besitzer Karl Ernst Leibfried wird die Villa auch Villa Moser-Leibfried[1] oder Villa Leibfried[2] genannt.
- Ziffern in Klammern, z. B. (12), weisen auf die entsprechenden Nummern in Plan 1 oder Plan 2 hin (siehe Abbildungen).

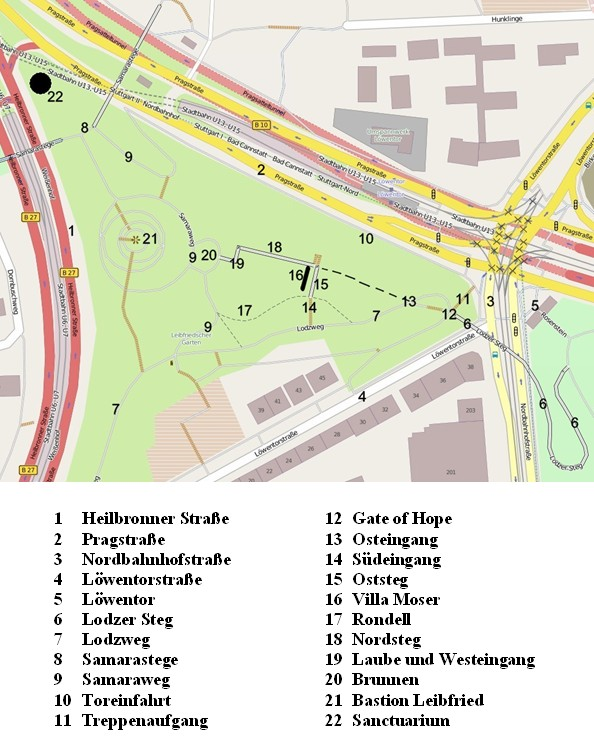
Plan 1: Leibfriedscher Garten.
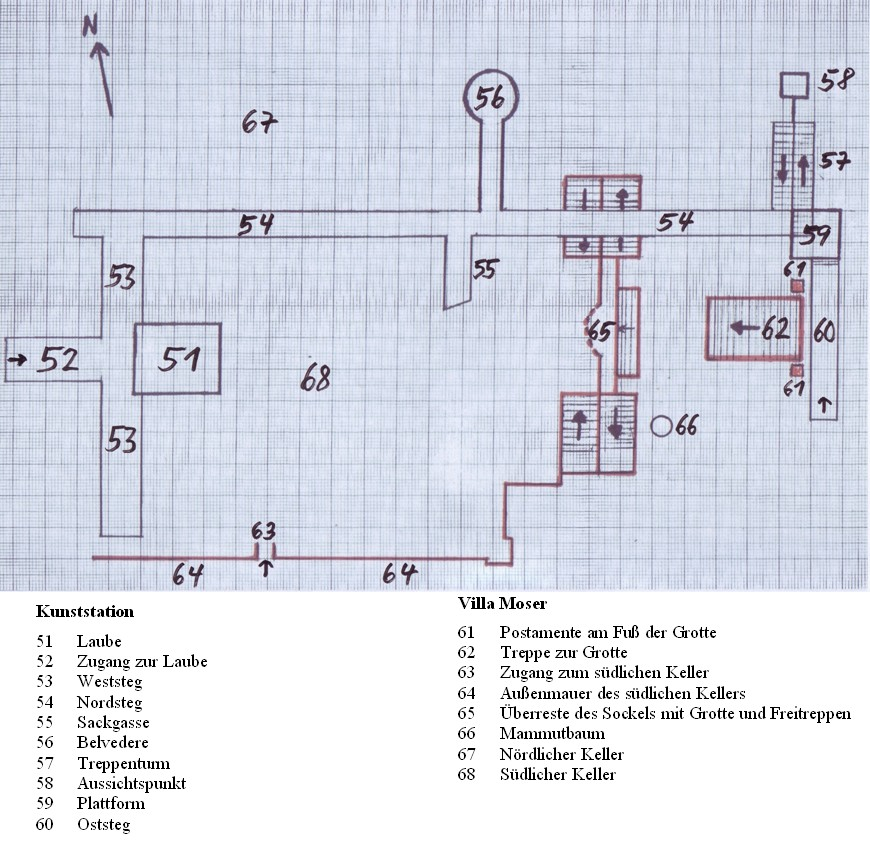
Plan 2: Kunststation Villa Moser.[4] Reste der Villa Moser in Rot.

## Kurzbeschreibung
| Name            | Villa Moser, auch: Villa Moser-Leibfried                                                                     |
| Standort        | Stuttgart, Leibfriedscher Garten                                                                             |
| Bauwerk         | Landhausvilla                                                                                                |
| Baujahr         | 1875 |
| Baustil         | Neurenaissance, im Stil der italienischen Hochrenaissance                                                    |
| Bauherr         | Eduard Otto Moser                                                                                            |
| Architekt       | Johann Wendelin Braunwald                                                                                    |
| Größe des Parks | Leibfriedscher Garten: ca. 4 ha                                                                              |
| Höhe über NN    | ca. 290 m |
| Länge/Breite    | Erdgeschoss: West-Ost ca. 18,5 m, Nord-Süd ca. 17,5 m Untergeschoss: West-Ost ca. 20,5 cm, Nord-Süd ca. 26 m |
| Höhe            | Erdgeschoss/Obergeschoss bis Oberkante Attika: ca. 6 m Untergeschoss: ca. 1,7 m                              |
| Zustand         | bis auf wenige Reste 1944 zerstört                                                                           |

## Lage
Die Reste der Villa Moser liegen in der Parkanlage des Leibfriedschen Gartens am Pragsattel im Stadtbezirk Stuttgart-Nord. Den Park begrenzen vier Straßen:
- im Westen: die Heilbronner Straße = B 27 (1)
- im Nordosten die Pragstraße = B 10 (2)
- im Osten ein kleines Teilstück der Nordbahnhofstraße (3)
- und im Südosten das westliche Endstück der Löwentorstraße (4).

Bis auf die Löwentorstraße sind die stark befahrenen Straßen vierspurig ausgebaut und werden von Stadtbahnen durchfahren. Der Lärm, der die Parkanlage umbrandet, bricht sich an der reichen Bepflanzung der Anlage, so dass der Leibfriedsche Garten dem Besucher als eine Oase der Stille erscheint.
Der Leibfriedsche Garten bildet ein gleichseitiges Dreieck, das mit einer Spitze nach Osten und mit den beiden anderen nach Nordwesten bzw. Südwesten zeigt. Im Mittelpunkt des Dreiecks befand sich die Villa Moser bzw. befinden sich ihre heutigen Überreste.
Die drei Zugänge zur Villa sind über den südlich verlaufenden Lodzweg (7) erreichbar, der am Ende des Lodzer Stegs (6) beginnt. Die „offiziellen“ Eingänge zur Villa Moser waren zur Zeit der Internationalen Gartenbauausstellung 1993 (IGA '93) der momentan (2013) gesperrte Westeingang (19) und der Südeingang (14). Außerdem kann man die Villa Moser auch über den etwas beschwerlicheren Osteingang (13) erreichen.

## Geschichte

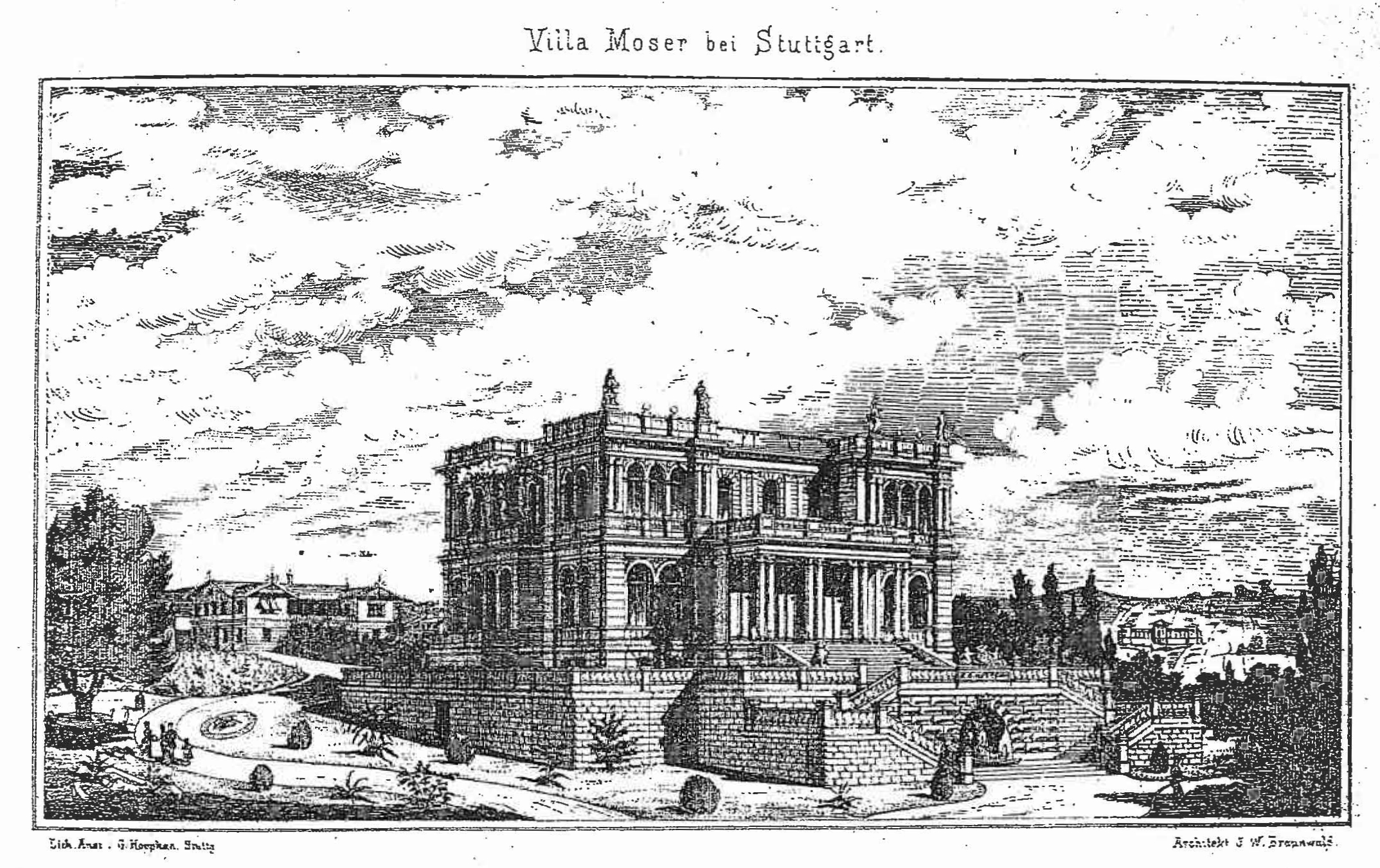
Johann Wendelin Braunwald: Villa Moser, Entwurf, Ansicht von Osten, vor 1870.

### Bauherr
Nach Abschluss seiner Lehre bricht der 18-jährige Stuttgarter Konditor Eduard Otto Moser im Jahr 1836 nach Paris auf und erlernt dort von der Pike auf die Kunst der Schokolade- und Bonbonherstellung. Nach zehn Jahren kehrt er nach Stuttgart zurück und gründet 1846 einen Süßwarenladen, in dem er Schokoladenerzeugnisse und Bonbons nach Pariser Art herstellt und verkauft.
Die Schokoladeproduktion kommt in Württemberg gerade erst auf, und Moser wird zu einem der Pioniere dieses neuen Wirtschaftszweigs. Sein Geschäft nimmt einen schnellen Aufschwung, und schon bald gründet er eine Fabrik zur Schokoladeherstellung, die rasant wächst und bei seinem Tod 1879 auf einem ansehnlichen Fabrikareal bereits 250 Mitarbeiter beschäftigt.

### Chronik
Wie viele andere erfolgreiche Industrielle und Geschäftsleute seiner Zeit ist auch Moser bestrebt, seinen wirtschaftlichen Erfolg durch den Bau eines „standesgemäßen“ Domizils zu krönen. Auf dem ausgedehnten Grundstück des später so genannten Leibfriedschen Gartens lässt er 1875 einen weitläufigen englischen Park anlegen und eine prachtvolle Villa im Stil der Hochrenaissance errichten. Moser „ließ die Villa 1875 als Pendant zu der etwa 20 Jahre früher errichteten Villa Berg bauen“, ein hoher Anspruch, wenn man bedenkt, dass die Villa Berg der Landsitz des württembergischen Kronprinzen und späteren Königs Karl I. war. Mosers Villa jedenfalls schaute auf die 2 km südöstlich und ca. 20 m tiefer gelegene Villa Berg hinunter.

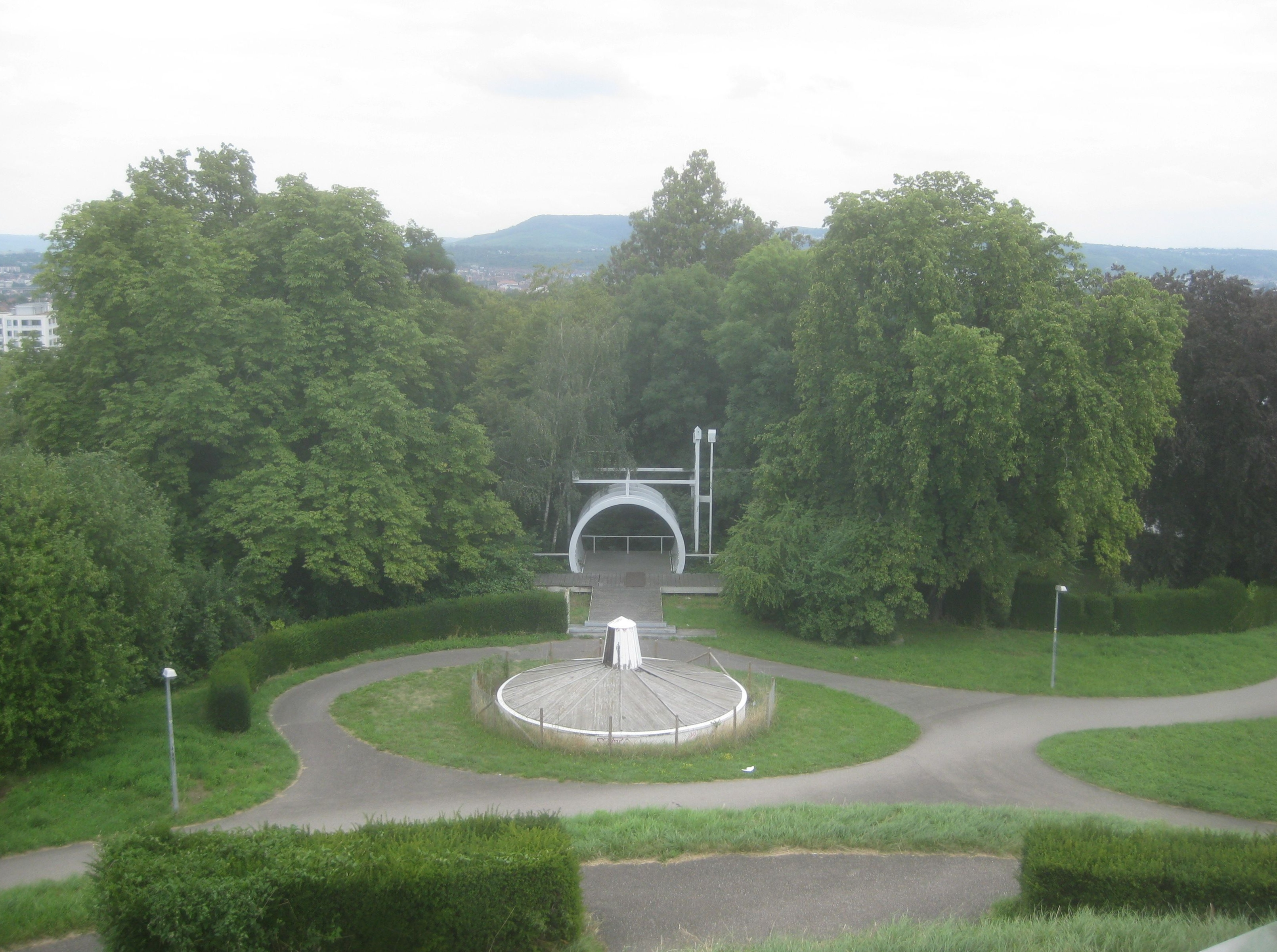
Kunststation Villa Moser, Blick auf Brunnen und Laube.

Nachdem Moser 1879 und seine Frau 1903 gestorben waren, geht das Anwesen des kinderlosen Ehepaars um 1904 auf den Privatier Karl Ernst Leibfried (1864–1942) über. Die Villa wird nach ihm auch als Villa Moser-Leibfried oder Villa Leibfried und der Park als Leibfriedscher Garten bezeichnet. Im Jahr 1943 mietet die Robert Bosch G.m.b.H. das Gebäude und baut es um, so dass sieben Zweizimmerwohnungen für „verheiratete Angestellte mit ihren Familien“ entstehen. Am 21. Februar 1944 wird die Villa bei einem Bombenangriff bis auf die Grundmauern zerstört.
Danach verwildern Ruine und Park im Lauf der Zeit zu einem „Dornröschengarten“. „In den vom Haus etwas entfernteren Bereichen des Nutz- und Obstgartens nisteten sich eine kleine Gärtnerei und einige Schrebergärtner ein“. Im Jahr 1955 erwirbt die Stadt Stuttgart das Areal, verpachtet es teilweise als Grabeland und überlässt das übrige Gelände und die Villenruine sich selbst. Im Jahr 1983 wurde das Anwesen in den Entwurf zur Liste der Kulturdenkmale Stuttgarts aufgenommen und erhielt einen denkmalrechtlichen Status. In der Liste der Kulturdenkmale der Stadt Stuttgart aus dem Jahr 2008 ist die Villa Moser jedoch nicht mehr enthalten.
Zur Internationalen Gartenbauausstellung 1993 (IGA '93) wird nach den Entwürfen des Architekten Hans Dieter Schaal die Kunststation Villa Moser errichtet, die Villa und Park durch Laufstege wieder für die Öffentlichkeit zugänglich macht.

## Gebäude
Hinweis: Die Beschreibung des Gebäudes beruht auf den Grundrissen und den beiden Ansichten der Ostfassade, die hier abgebildet sind. Über die Westfassade ist nichts Näheres bekannt, und die Kenntnisse über die Nord- und Südseite beschränken sich auf die Seitenansicht, soweit sie in den Ansichten der Ostfassade erkennbar ist.
Im September 1944 wurde die Villa bei einem Bombenangriff bis auf die Grundmauern zerstört. Nur wenige Teile blieben erhalten:
- fast die gesamte Fassadenmauer des östlichen Untergeschosses mit den beiden Freitreppen, der Grotte und dem Inschriftenstein (65),
- die Treppe (62), die zur Grotte hinaufführt, einschließlich zweier Postamente beim Antritt der Treppe (61),
- die südliche Fassadenmauer (64) mit dem Kellereingang (63)
- sowie große Teile des Fundaments, die die beiden Kellerräume (67, 68) einschließen.

### Grundriss

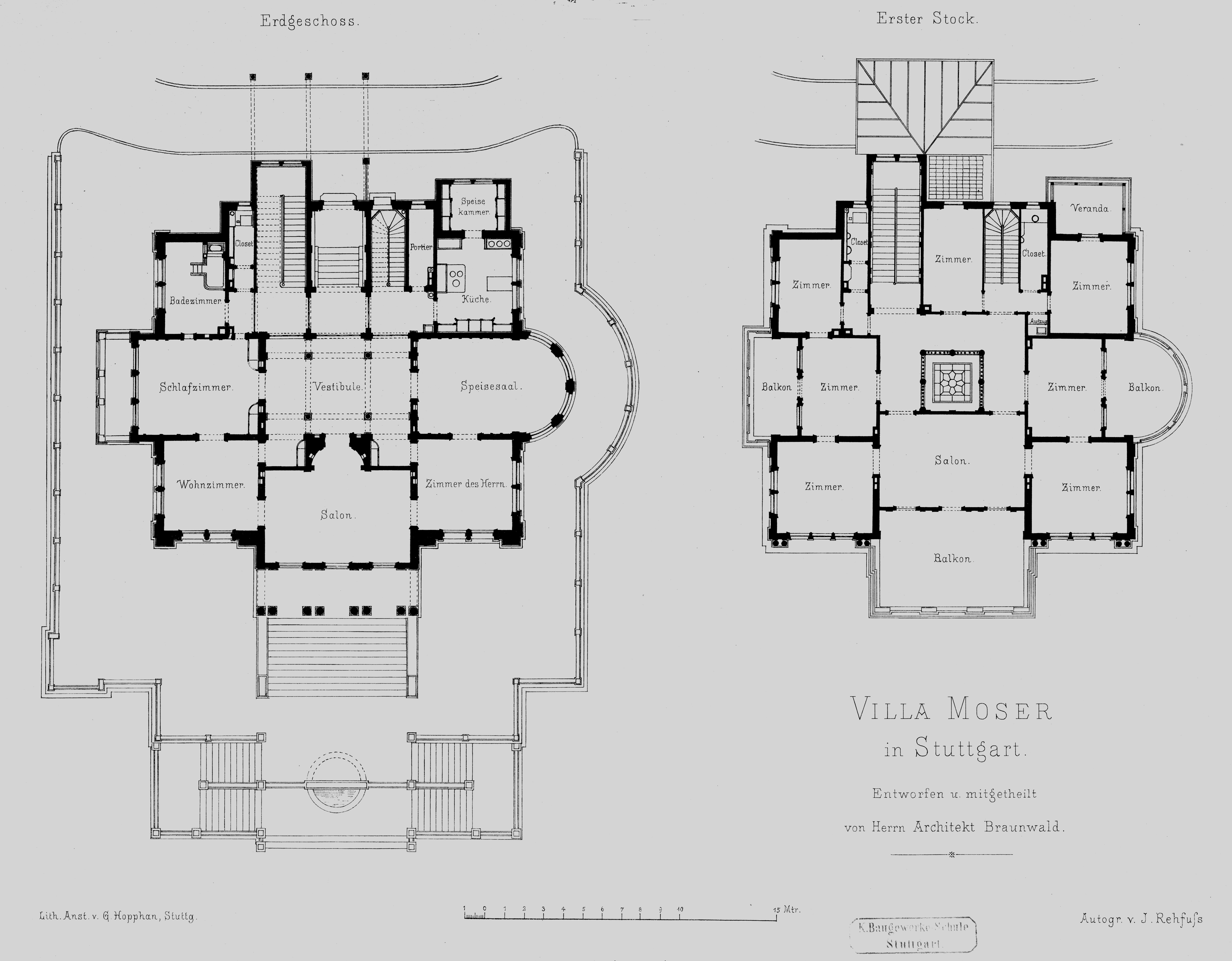
Johann Wendelin Braunwald: Villa Moser, Grundrisse, Erdgeschoss und Obergeschoss, vor 1870.

Der Grundriss der Villa Moser gehorchte einem einfachen Schema. Die Grundfläche (ohne Risalite) bildete annähernd ein Quadrat von ca. 18 m Seitenlänge, das senkrecht und waagerecht in drei Streifen unterteilt war.
Die Mittelstreifen wurden im Osten, Süden und Norden nach außen gezogen, so dass sich im Erdgeschoss zwei Mittelrisalite und eine halbrunde Exedra ergaben und  im Obergeschoss entsprechende Balkone. Das Untergeschoss sprang gegenüber den Obergeschossen um ca. 4 m im Norden und Süden und um ca. 5,5 m im Osten vor, so dass eine entsprechend breite Terrasse entstand. Der Exedra im Erdgeschoss entsprach im Untergeschoss ein halbrunder, wesentlich größerer Vorbau. Die Westfassade wich von dieser Gliederung ab. Dem westlichen Untergeschoss war eine teilweise überdachte Auffahrtrampe vorgesetzt, die von zwei Seiten her angefahren werden konnte.
Die Symmetrie der Fassade erscheint nach Christine Breig „auch im Grundriß, denn eine Blickachse geht vom Eingang durch das Vestibül in den Salon auf den Garten hinaus. Eine zweite Achse verläuft dazu quer. Beide Sichtachsen halbieren jeweils den Grundriß und erscheinen an den Fassaden als Fensterachsen.“

### Baukörper
Der kubusförmige Baukörper bestand aus drei Stockwerken: aus dem Untergeschoss, das die Kellerräume enthielt, und den Wohntrakten im Erdgeschoss und im Obergeschoss. Im Norden erweiterte sich das Untergeschoss zu einem halbrunden Vorbau, der sich im Erdgeschoss in einer kleineren Exedra wiederholte.
Eine kassettierte Attikamauer, die teilweise von einem schmiedeeisernen Geländer unterbrochen wurde, begrenzte die Dachterrasse und verbarg das niedrige Walmdach.
Das Untergeschoss stand auf einer rechteckigen Grundfläche von 20 × 26 Metern, deren Schmalseiten in Nord-Süd-Richtung lagen. Außer im Westen sprang das Untergeschoss gegenüber den beiden Wohnstöcken vor, so dass sich in Erdgeschosshöhe mehr oder minder breite Terrassen ergaben.
Im Westen war dem Untergeschoss eine teilweise überdachte Auffahrtrampe vorgesetzt, die von zwei Seiten her angefahren werden konnte. Von hier aus gelangte man zum Eingang: „Die Eingangssituation ist auf Repräsentation angelegt. Von einem kleinen Windfang geht es über einige Stufen in ein breites, zentral gelegenes Vestibül.“ Das Vestibül erstreckte sich über zwei Stockwerke. Im Obergeschoss war es als Galerie mit einer kunstvollen Kassettendecke ausgebildet, so dass man in das Erdgeschoss hinunterschauen konnte. Vom Vestibül aus konnte man alle übrigen Räume erreichen, darunter den auf den Garten gehenden Salon und den Speisesaal, der mit der Exedra abschloss.
Dem dreiachsigen Mittelbau im Osten war ein Säulenportikus vorgelagert, zu dem eine breite Treppe hinaufführte. Der Mittelrisalit der Südfassade trug einen als Laube gestalteten offenen Balkon, dessen Decke von zwei Karyatiden getragen wurde. Der Säulenportikus trug ebenfalls einen offenen Balkon, während die Exedra von einem geschlossenen Balkon überbaut war. Die Balkone sprangen nach hinten gegenüber der Fassadenflucht zurück und erreichten dadurch eine größere Tiefe als die Decken ihrer Unterbauten.

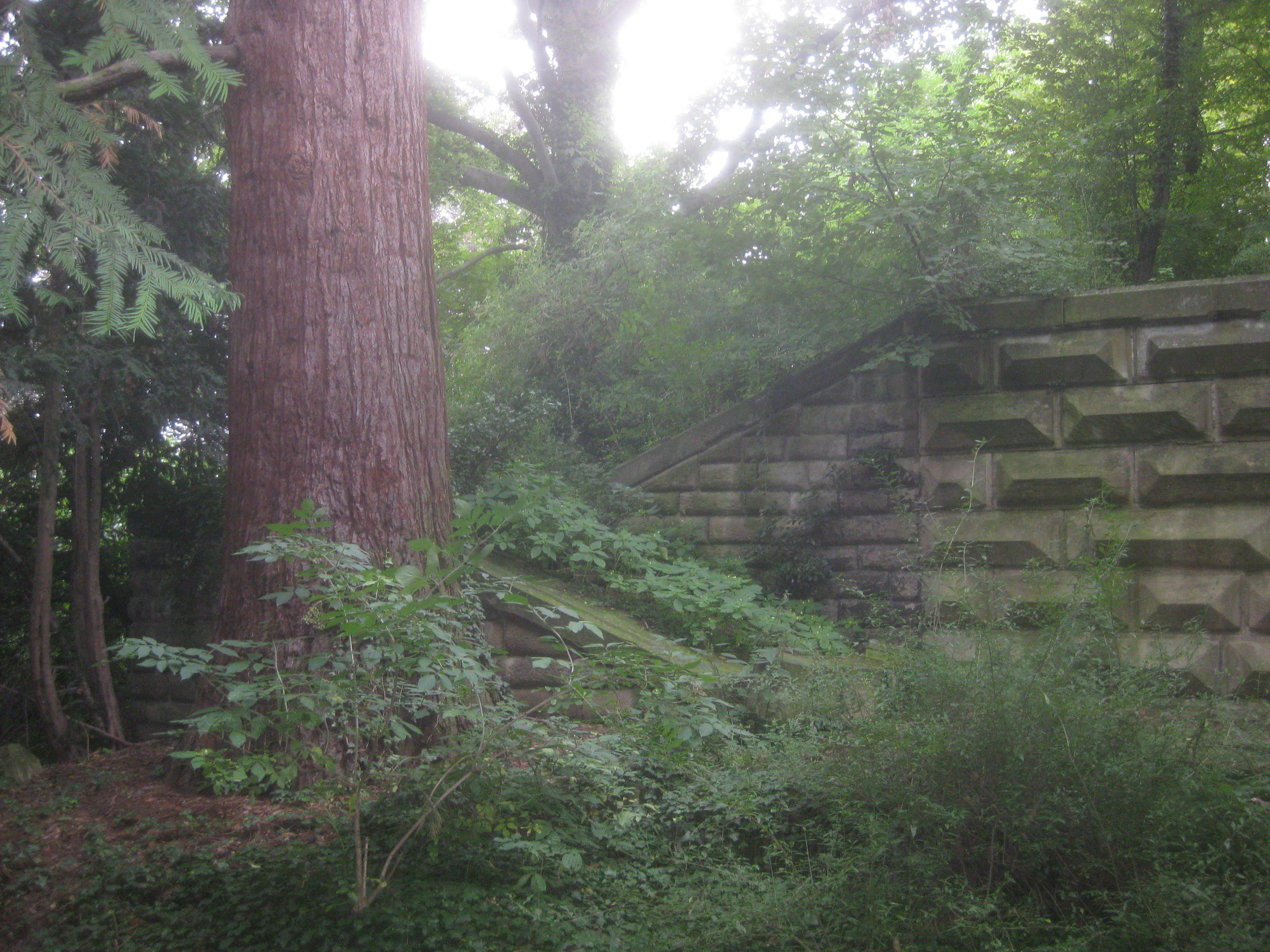
Linke Freitreppe und Mammutbaum (66).
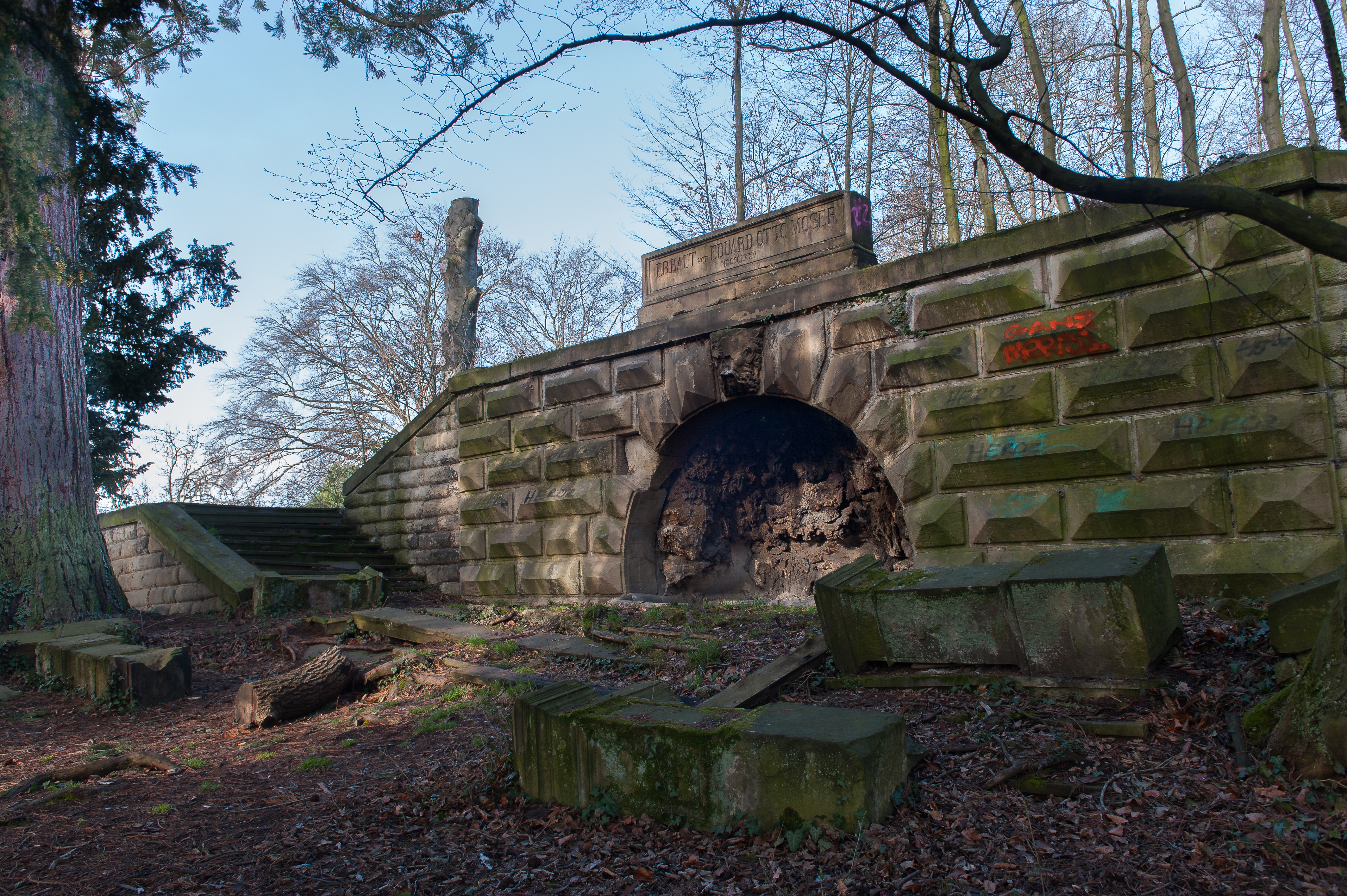
Östliche Untergeschossfassade mit Grotte (65).
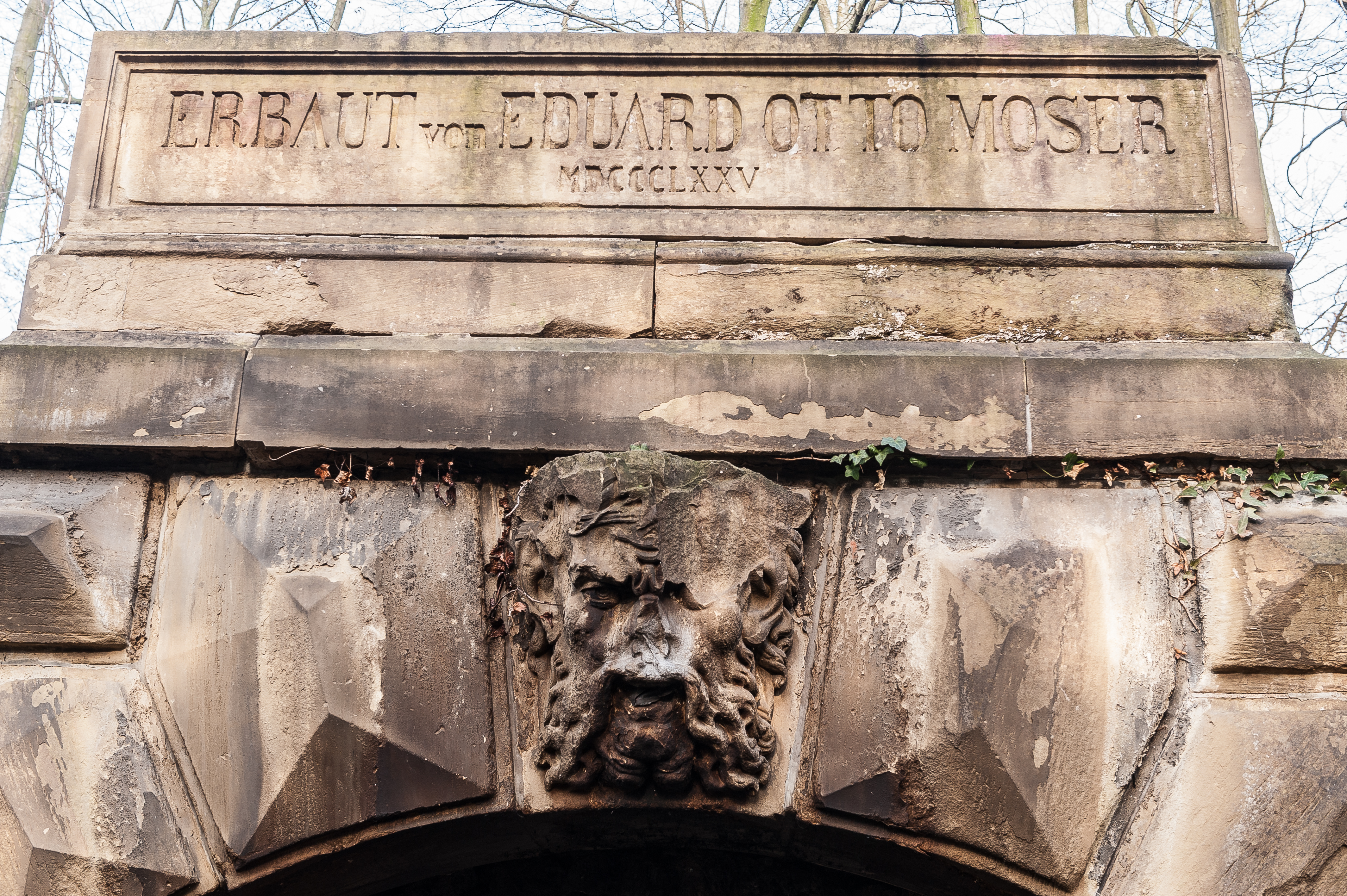
Inschriftenstein und Fratzenkopf.

### Mauerwerk
Die Fassade des Untergeschosses bestand aus Flachrustika-Mauerwerk, dessen Quader mit rauen Stirnflächen und mit Randschlag versehen waren, der den Eindruck von Fugen zwischen den Quadern erzeugte.
Ein Teil der östlichen Fassade des Untergeschosses blieb zusammen mit den beiden Freitreppen und der Grotte erhalten. Das Mauerwerk des Mittelbaus wird hier durch Diamantquader gegenüber der übrigen Fassade hervorgehoben. In die Mauer zwischen den Freitreppen ist eine tropfsteinartige Grotte eingelassen. Sie wird von einem Bogen aus Diamantquadern begrenzt, dessen Schlussstein ein Fratzenkopf bildet, der als Wasserspeier das halbrunde Brunnenbecken unter der Grotte speiste. Der erhaltene Inschriftenstein über der Grotte trägt die Inschrift: „Erbaut von Eduard Otto Moser / MDCCCLXXV“. Darüber befand sich eine von zwei Putten flankierte Wappenkartusche.
Die Fassaden der oberen Stockwerke wurden hauptsächlich durch Fenster- und Türöffnungen geprägt. Die verbleibenden Wandflächen (Sockel, Rahmung der Mittelfenster im Obergeschoss und Eckpilaster der seitlichen Rücklagen) hoben sich durch ihr glattes Flachrustika-Mauerwerk von der gröberen Rustika des Untergeschosses ab.

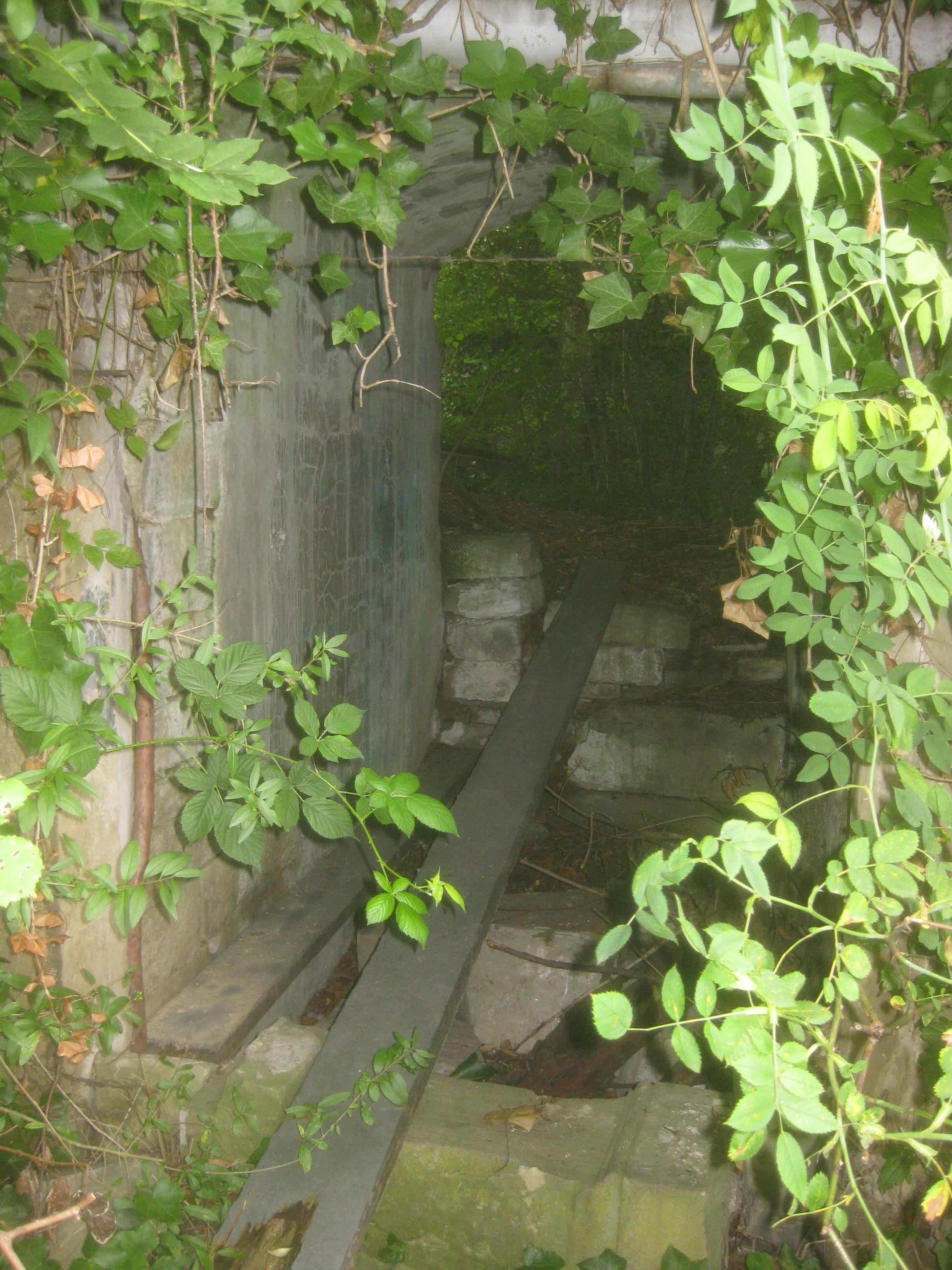
Eingang zum südlichen Keller (63), von außen.
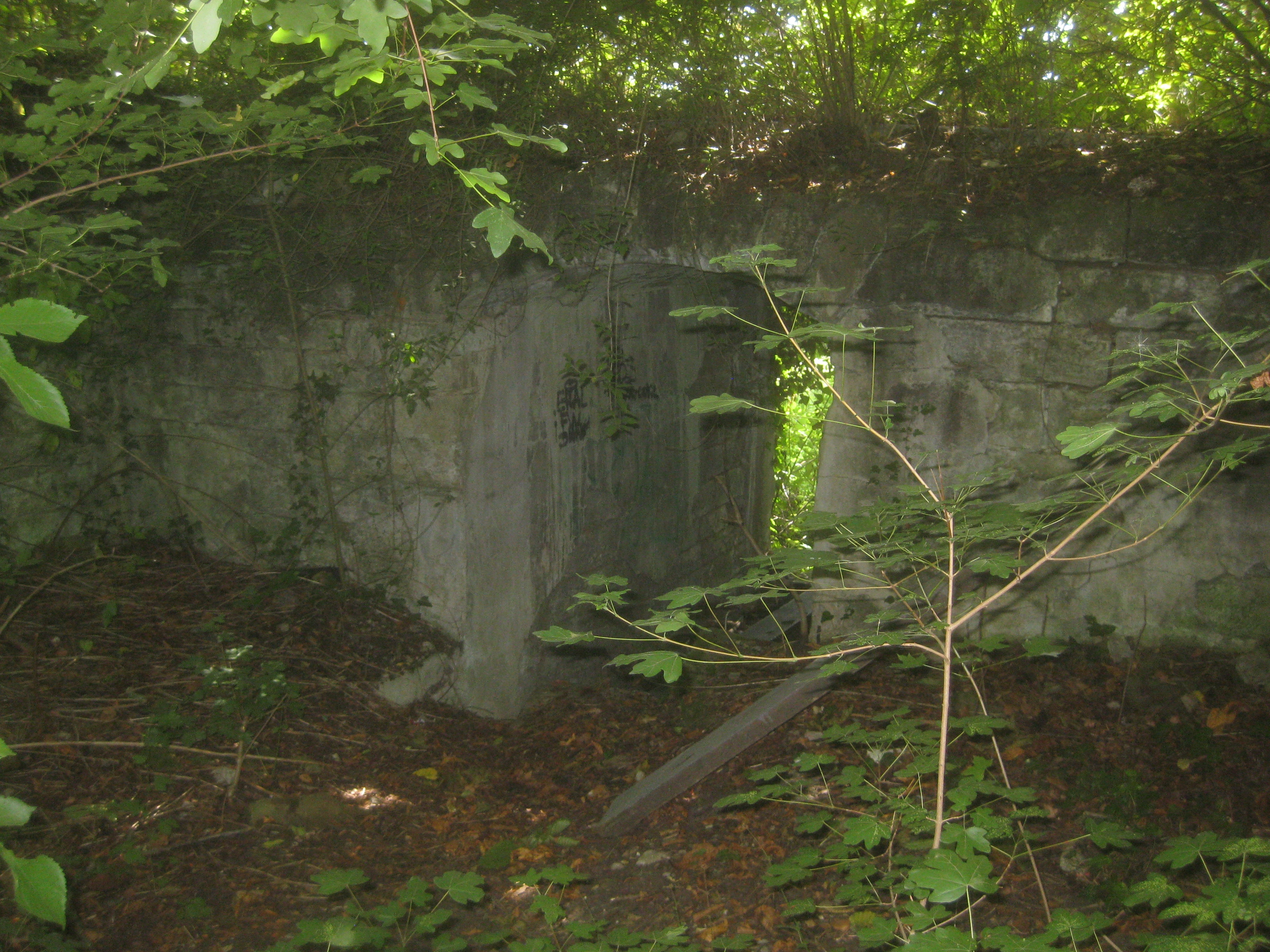
Eingang zum südlichen Keller (63), von innen.
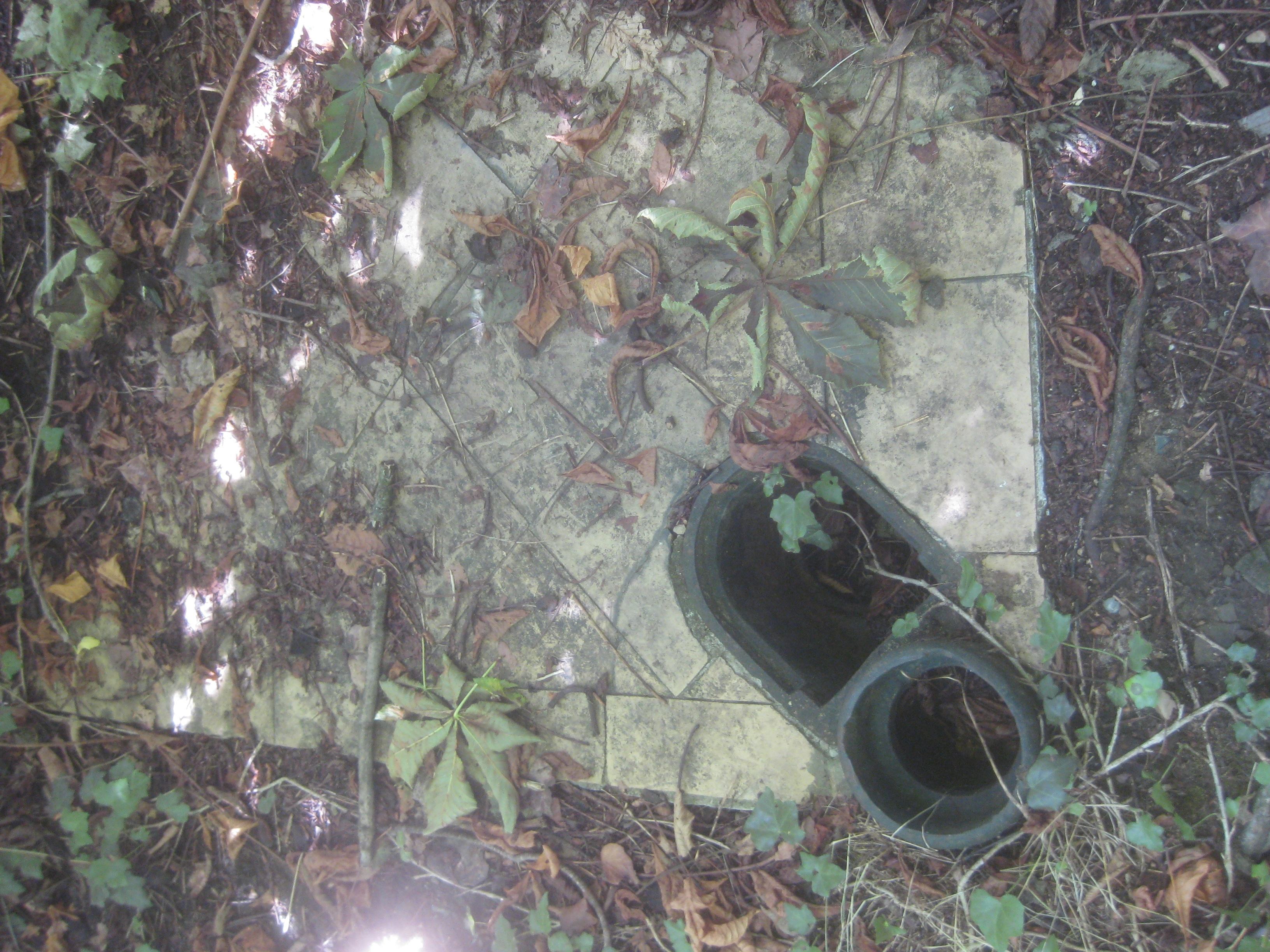
Boden eines WCs.

### Fassadengliederung
Das Gebäude wurde in der Waagerechten durch umlaufende Balustraden und Gesimse gegliedert. Die Balustraden säumten die Terrasse über dem Untergeschoss, das Obergeschoss samt Balkonen und die Attika, wo sie teilweise von einem schmiedeeisernen Geländer unterbrochen wurden. Ein Sockelgesims trennte Keller und Erdgeschoss, ein Gurtgesims die beiden oberen Stockwerke, und unterhalb der Attika schloss das Kranzgesims das Gebäude nach oben hin ab.
In der Senkrechten wurde das Gebäude vor allem durch die zahlreichen Fenster- und Türachsen gegliedert, daneben von den rustizierten Eckpilastern der seitlichen Rücklagen, von teilweise gekuppelten, ionischen und korinthischen Säulen im Erdgeschoss bzw. Obergeschoss und von Attikastatuen über den Ecken der seitlichen Rücklagen.

### Plastischer Schmuck
Von dem reichen plastischen Schmuck der Villa blieb lediglich der Fratzenkopf über der Grotte erhalten, der als Wasserspeier das halbrunde Brunnenbecken unter der Grotte speiste. Ein Teil des plastischen Schmucks ist in den Ansichten der Gartenfassade wiedergegeben. Die Grotte barg eine dreizackbewehrte Figur des Wassergotts Neptun (Ansicht von 1870), die, nach dem Foto #D9167 zu urteilen, später durch eine andere Figur ersetzt wurde. Die Attika wurde an der Ostfassade von vier Statuen gekrönt, denen wahrscheinlich weitere vier an der Westfassade entsprachen. Weiter gehörten zum plastischen Schmuck die zwei Karyatiden des Südbalkons, die Wappenkartusche über der Grotte, die Schlusssteine und Zwickelmedaillons der Fensterarkaden sowie zwei Löwen am Antritt der Treppe, die zum Säulenportikus hinaufführte.
Der Nachruf auf Eduard Otto Moser im Schwäbischen Merkur enthält einen schwer deutbaren Satz: „Auch als wahrer Kunstmäcen verdient Moser, ein eifriger Schüler des zu früh verschiedenen Professors Weitbrecht, genannt zu werden.“ Der Bildhauer Conrad Weitbrecht war 1836 gestorben, als Moser 18 Jahre alt war. Es ist nicht überliefert, in welcher Weise Moser mit Weitbrecht in Kontakt stand. Nach Ansicht des Nachrufverfassers scheint sich jedenfalls Weitbrechts Einfluss posthum bei der Gestaltung des plastischen Programms der Villa geltend gemacht zu haben.

## Park
Der Leibfriedsche Garten bildet ein gleichseitiges Dreieck, das mit einer Spitze nach Osten und mit den beiden anderen nach Nordwesten bzw. Südwesten zeigt. Im Mittelpunkt des Dreiecks befand sich die Villa Moser bzw. befinden sich ihre heutigen Überreste. Der Park der Villa Moser bestand aus einem englischen Park in der unmittelbaren Umgebung der Villa und einem Obst- und Nutzgarten im westlichen und nördlichen Teil des heutigen Leibfriedschen Gartens, von dem noch zahlreiche Obstbäume zeugen. Das Gelände steigt von 274 m über NN am Löwentor bis zur Villa Moser auf ca. 290 m und zur nordwestlichen Dreiecksspitze auf etwa 300 m. Es besteht also ein Höhenunterschied von etwa 20–25 m.
Über das ursprüngliche Aussehen des englischen Parks ist nichts bekannt. Das heutige Urwalddickicht, zwei Brunnenbecken, versprengte Postamente und Steintrümmer, zwei Treppen, die von den unteren Gartenterrassen zur Villa hinaufführten, und im nordöstlichen Garten eine Stützmauer und der Sockel eines sechseckigen Pavillons lassen nur beschränkte Rückschlüsse auf die ursprüngliche Gestaltung des Parks zu. Über den plastischen Schmuck des Parks ist nichts bekannt.

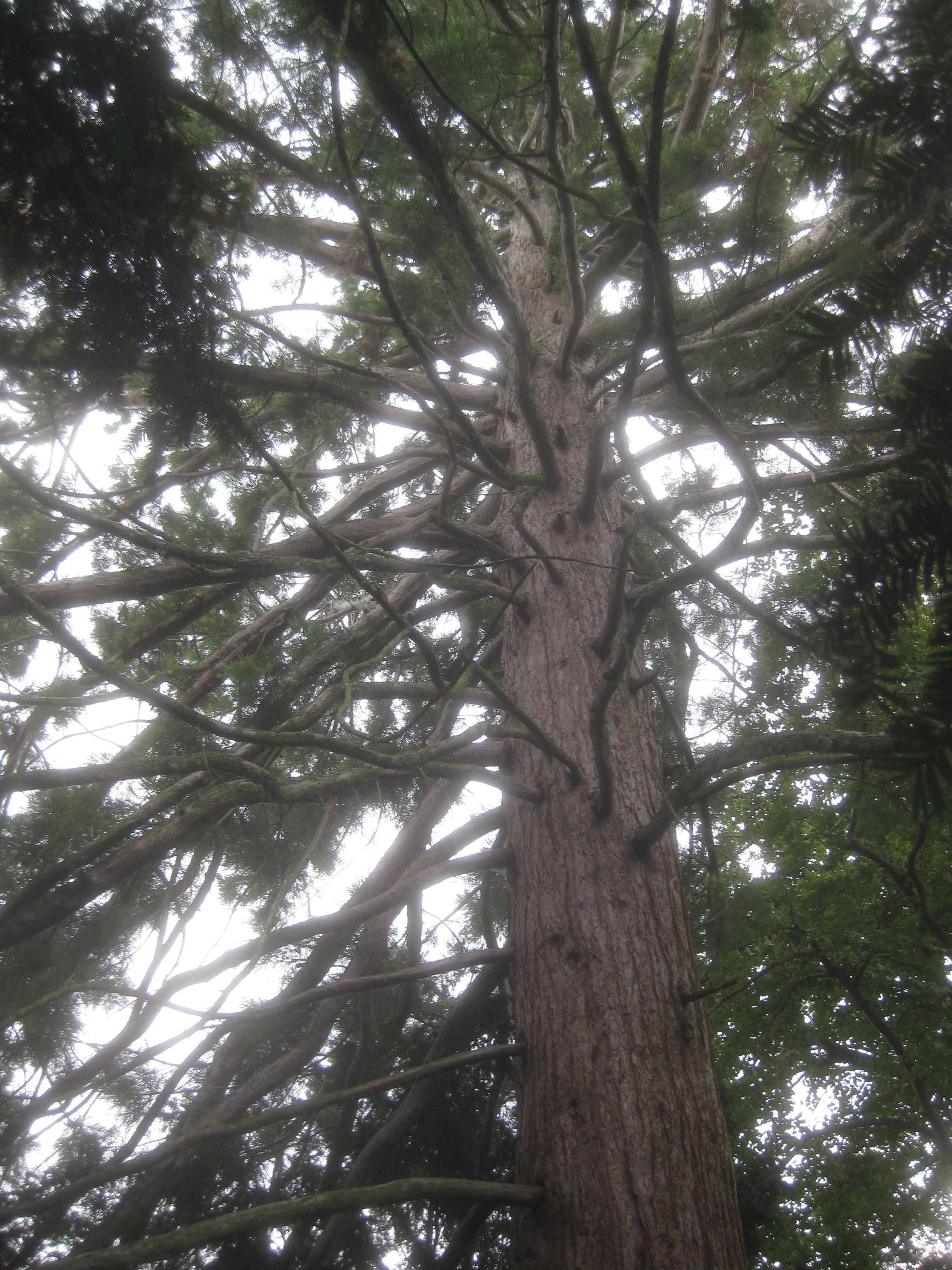
Mammutbaum (66)
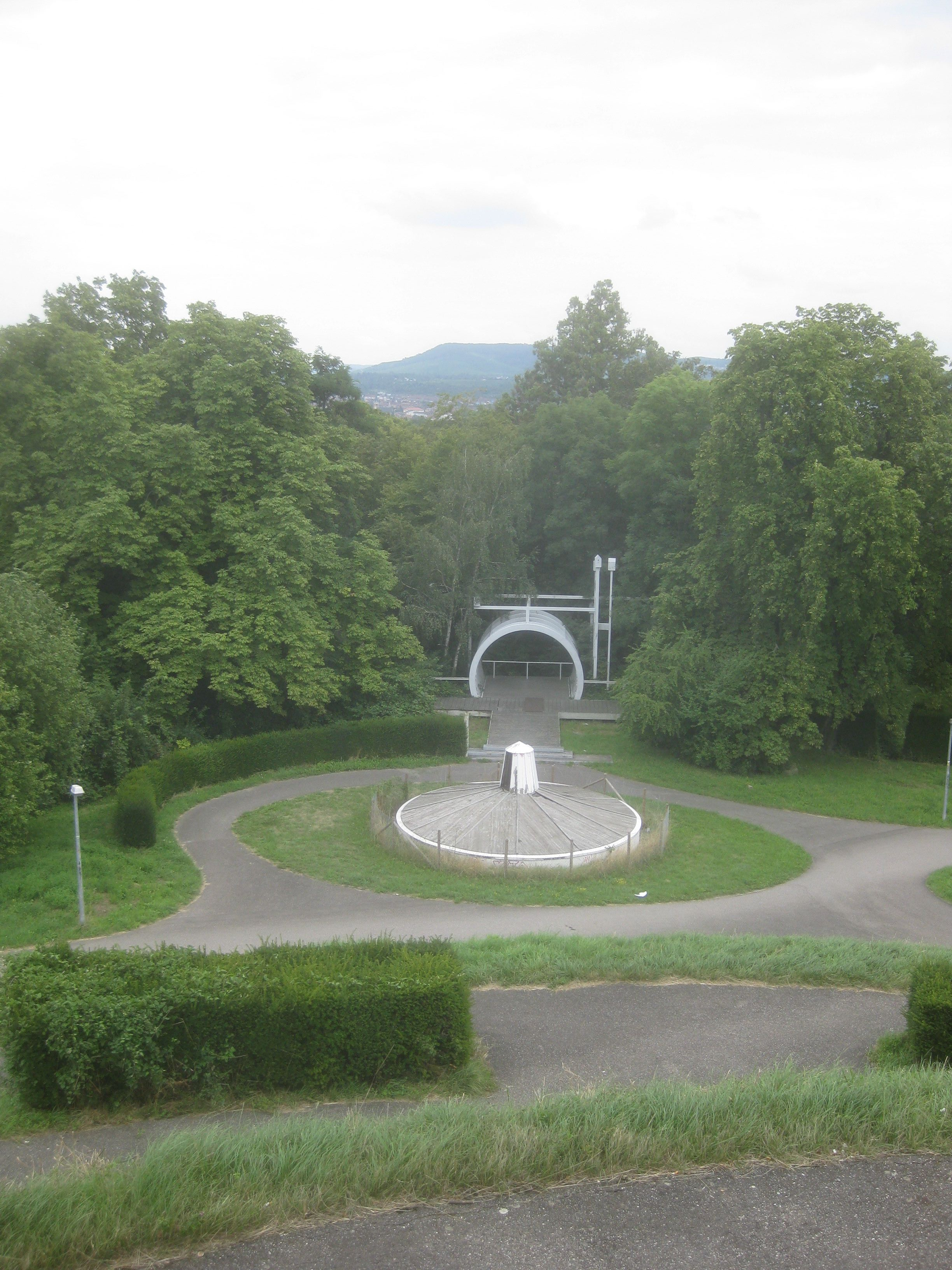
Zwei mächtige Kastanien flankieren die Laube (51)
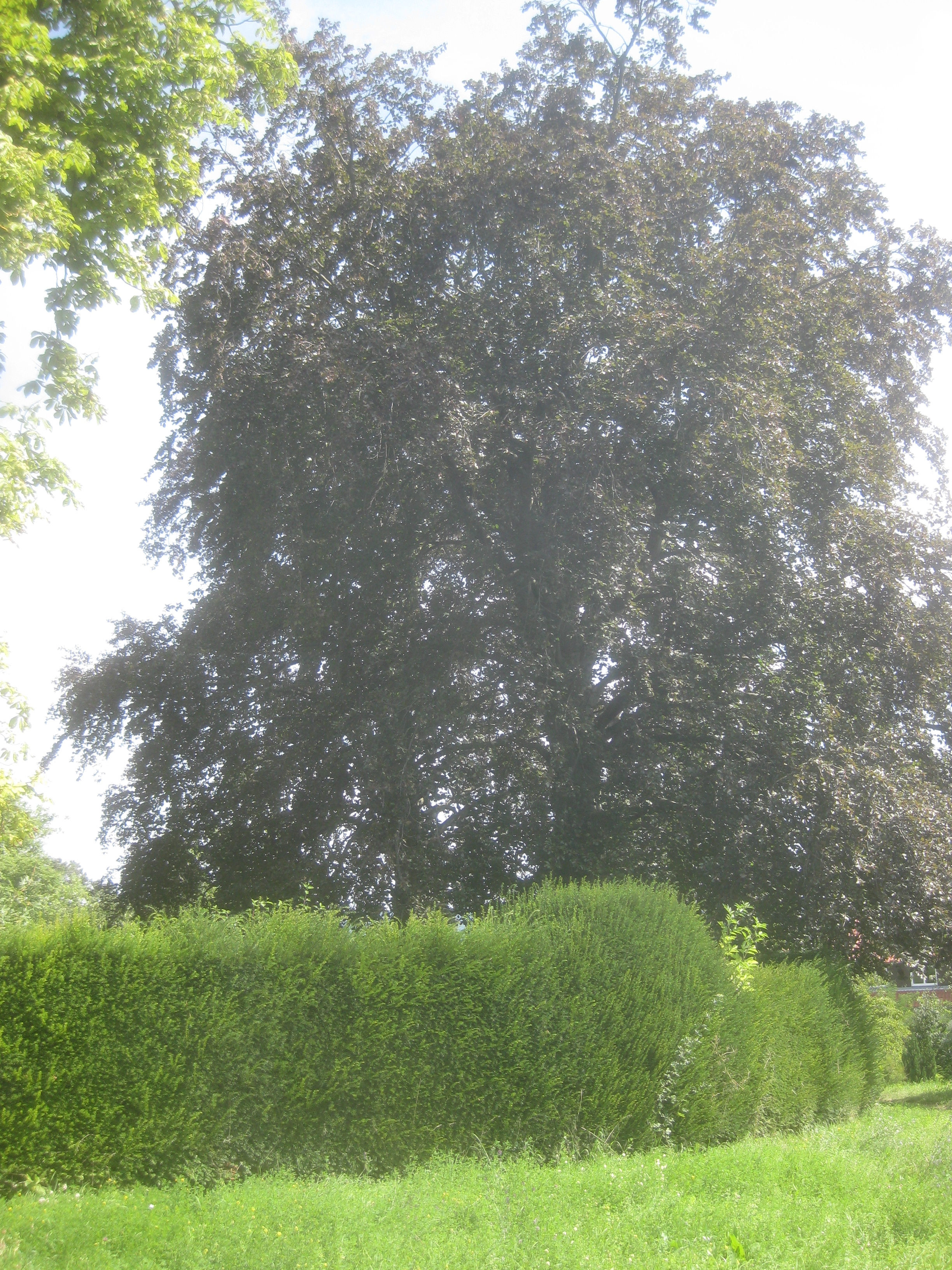
Einer der beiden Buchensolitäre im Rondell (17)

Es ist auch nicht bekannt, ob der Leibfriedsche Garten in seinem jetzigen Umfang zur Villa Moser gehörte oder nur ein Teil davon. Der prächtige alte Baumbestand um die Villa Moser gleicht einem dichten Urwald und besteht u. a. aus Kastanien, Buchen, Götterbäumen, Platanen, Ahornbäumen, Eichen und Eschen. Darunter befinden sich ausladende Solitärbäume, allen voran der große Mammutbaum bei den Überresten der Villa Moser, der den Luftangriff 1944 unversehrt überstand. Der Baumbestand dokumentiert die Ausdehnung des ehemaligen englischen Parks, der vom Gate of Hope (12) im Osten bis zum Westeingang (19) reichte und heute im Norden von der Pragstraße (2) und südlich vom Lodzweg (7) begrenzt wird.
Das Gelände war von hohen Mauern umgeben „und nur für wenige Auserwählte oder Bedienstete zugänglich“. Heute steht der Garten für jedermann offen, lediglich an der Pragstraße wird das zum Pragsattel hin ansteigende Gelände von einer Stützmauer begrenzt, die anfangs kaum mannshoch bis zu den Samarastegen (8) hin zu doppelter Mannshöhe ansteigt. Gegenüber dem Umspannwerk auf der anderen Seite der Pragstraße wird die Stützmauer von der ehemaligen Toreinfahrt (10) zur Villa Moser unterbrochen (frühere Adresse: Pragstraße 187). Das einfache schmiedeeiserne Zweiflügeltor ist wohl ein späterer Ersatz für das ursprüngliche Tor.

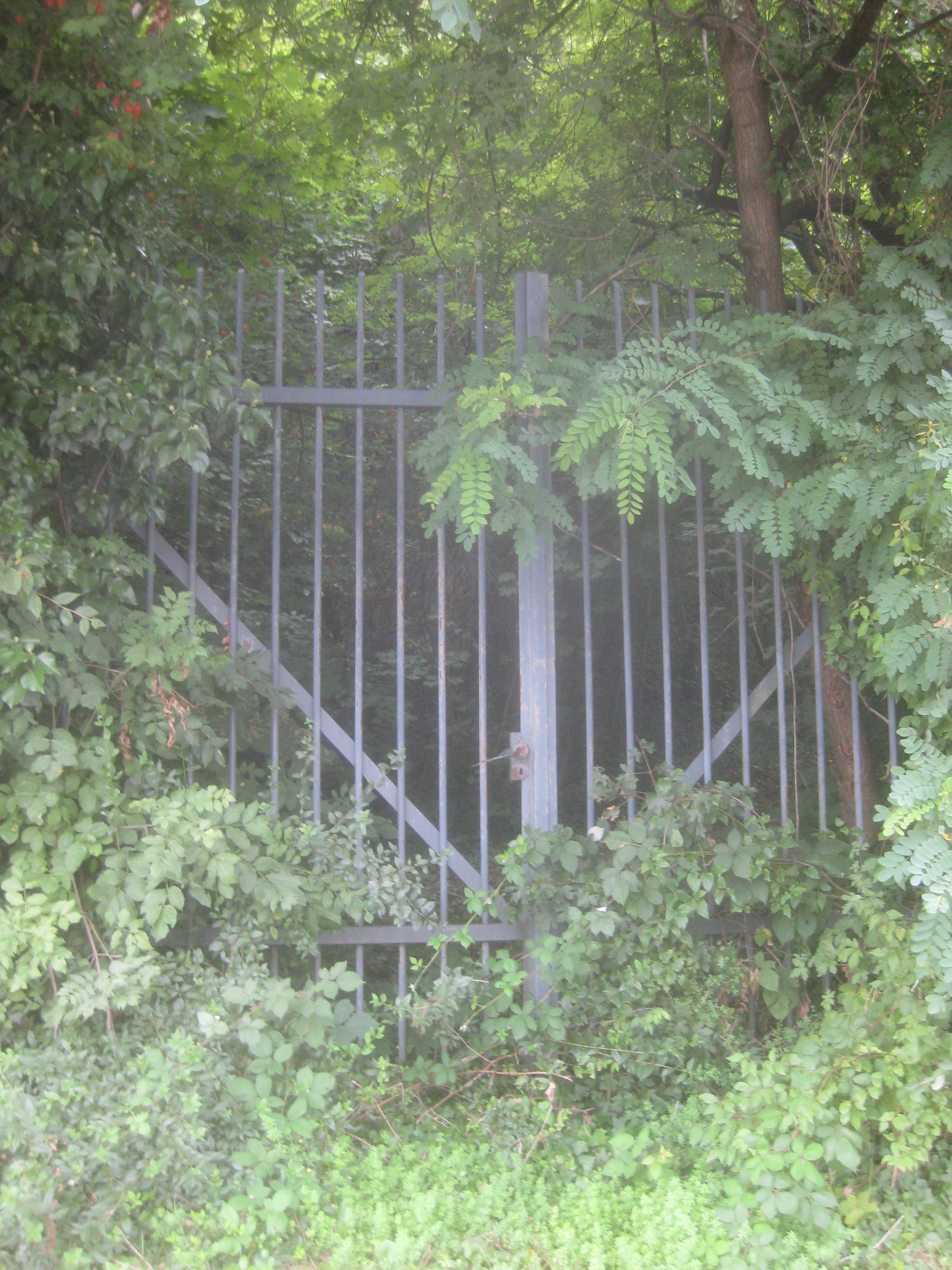
Toreingang an der Pragstraße (10)
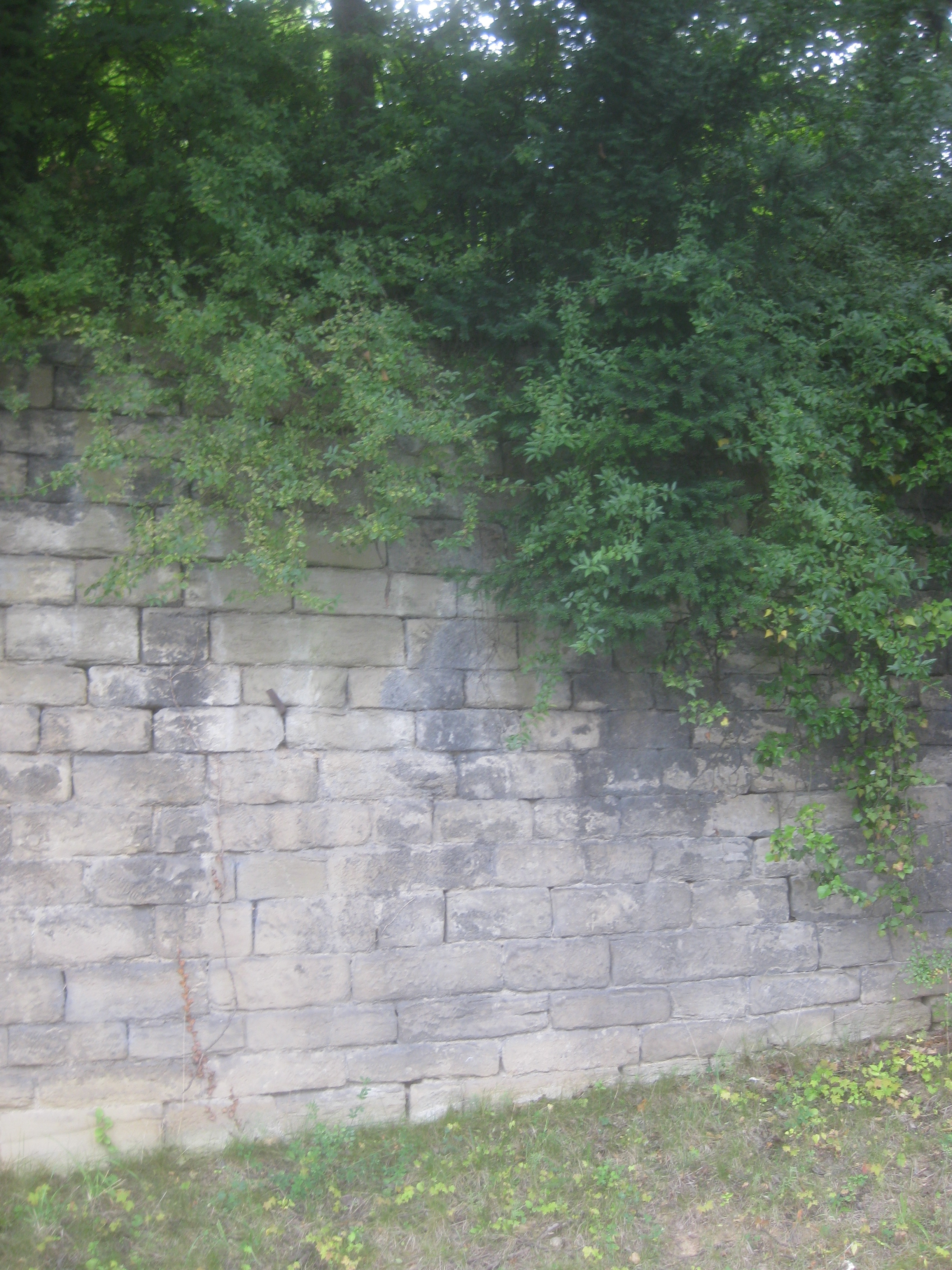
Stützmauer des Leibfriedschen Gartens
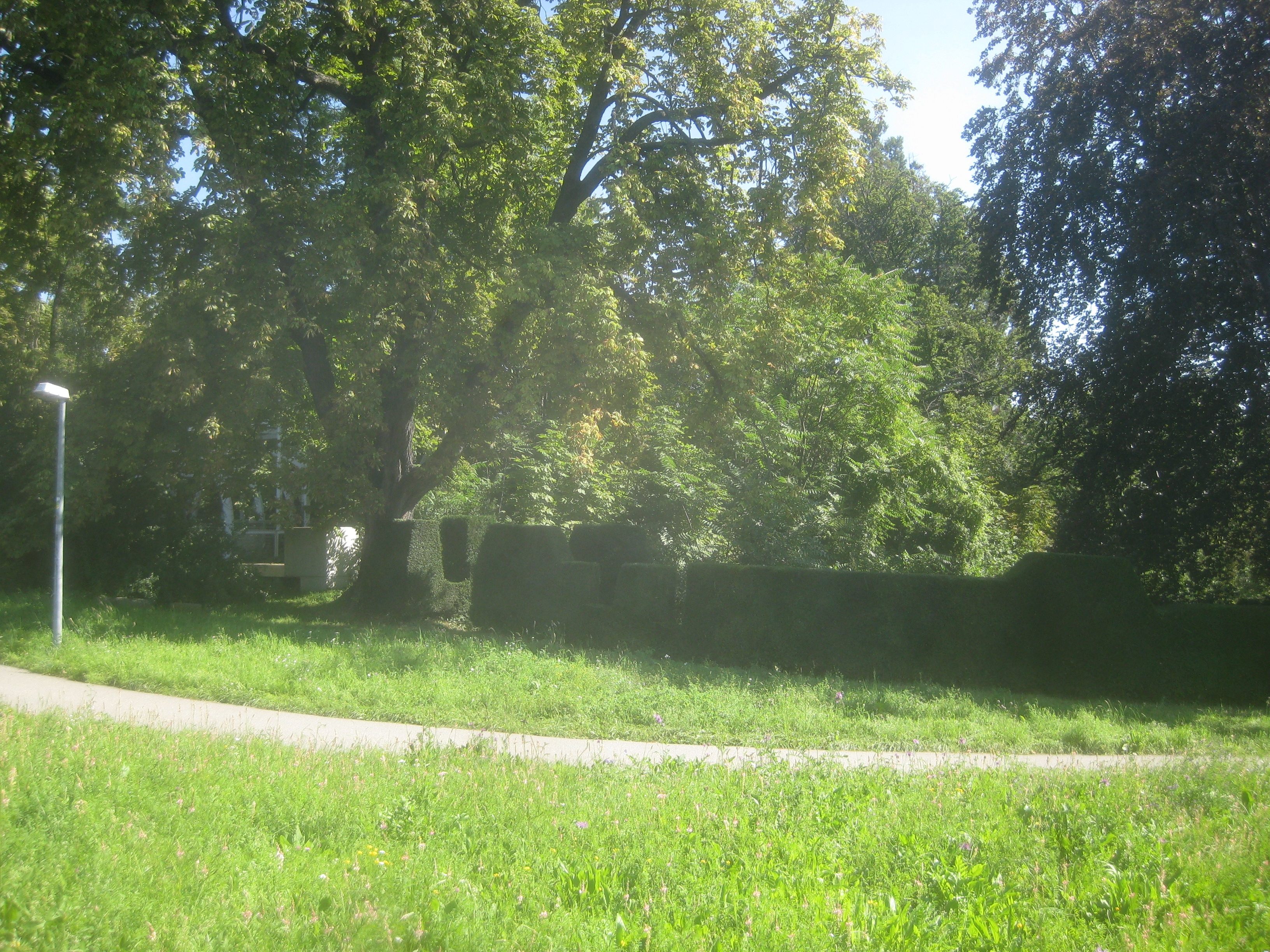
Teilansicht des Rondells (17) von außen
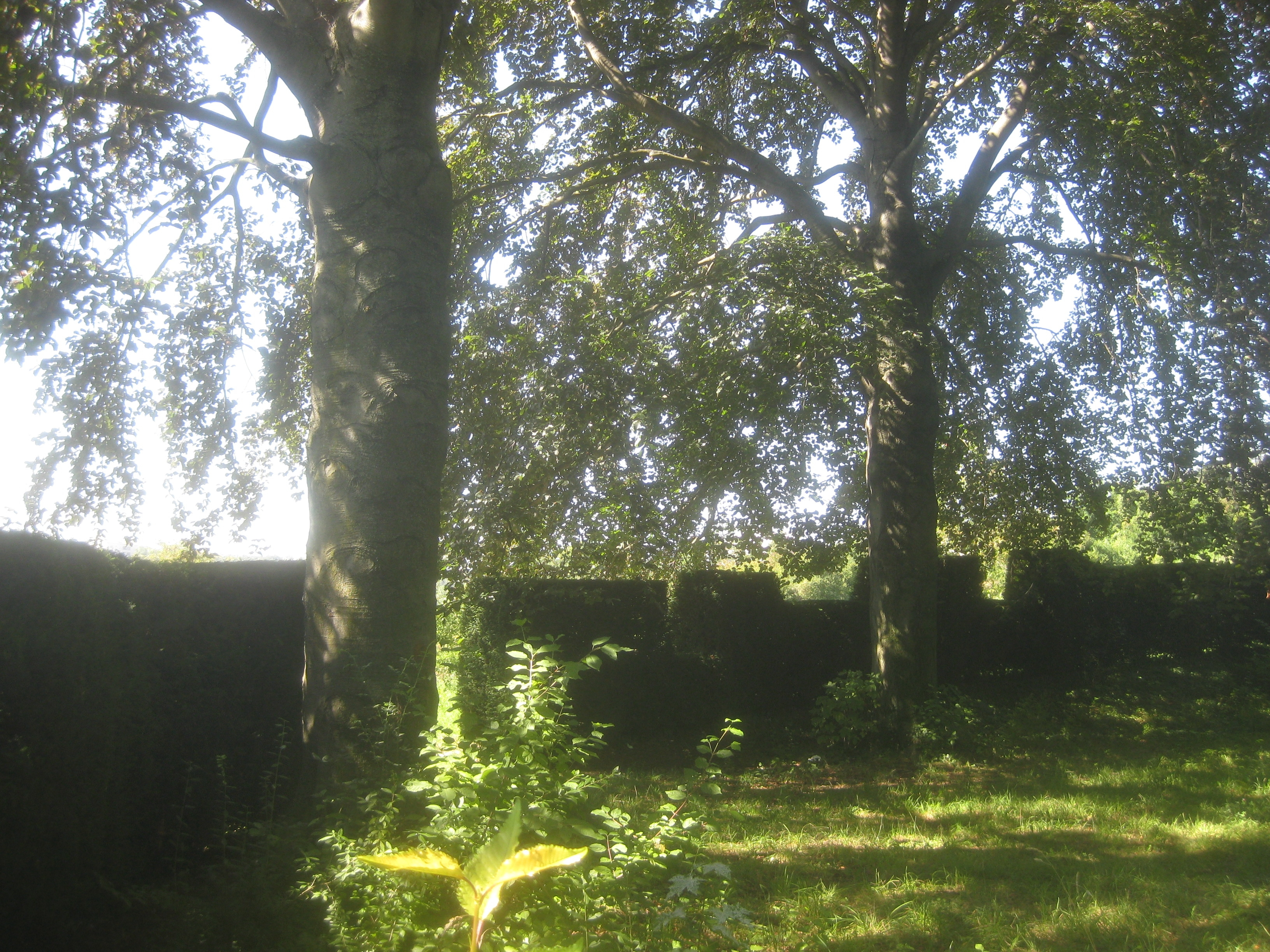
Rondell (17) mit den zwei Buchensolitären von innen

Östlich der Gartenfassade der Villa, von der noch ein Rest der Untergeschossfassade, die Grotte und die beiden Freitreppen (65) zeugen, steigt das Gelände in zwei Terrassen bis zum Osteingang (13) hin ab. Eine Treppe (62) führt von der Gartenfassade zur ersten Terrasse hinunter, wo man auf ein rundes Springbrunnenbecken trifft. Dieser Terrasse folgt unmittelbar die zweite Terrasse, wo sich ein langovales, achtförmiges Springbrunnenbecken erhalten hat. Die Springbrunnen der Villa wurden aus einem Reservoir gespeist, das sich auf der Bastion Leibfried (21) befand.
Wenn man vom Gate of Hope (12) kommend auf dem Weg am Osteingang nach rechts abzweigt, gelangt man im nordöstlichen Park zu den Resten einer Stützmauer und dem Sockel eines sechseckigen Pavillons.
Der südlichen Kellermauer (64) ist ein halbkreisförmiges Rondell (17) vorgelagert. Es wird von einer hohen, architektonischen Eibenhecke abgeschirmt, in die Zacken und Zinnen hineingeschnitten sind. Es ist nicht bekannt, ob der Heckenschnitt den vermuteten ursprünglichen Zustand wiedergibt oder das Werk eines modernen Gartenbauers ist. Das Rasenstück im Inneren des Rondells wird von zwei mächtigen Buchensolitären überschattet. Bei der Laube (19), am rechten Ende des Weststegs, führt eine alte schmale Treppe zum Rondell hinunter. In der Mitte der Eibenhecke führt ein Durchbruch geradeaus bis zu einer schmalen Tür (63), die sich in den südlichen Keller (68) öffnet.

## Osteingang
Der Osteingang (13) befindet sich am östlichen Ende des Parks der Villa Moser. Gegenüber dem Löwentor (5), dem westlichen Eingang zum Rosensteinpark, führt im Osten des Leibfriedschen Gartens an der Ecke Pragstraße/Nordbahnhofstraße (Haltestelle Löwentor der Stadtbahn U13) ein Treppenaufgang (11) zum Gate of Hope von Dan Graham hinauf, das zur Zeit der Internationalen Gartenbauausstellung 1993 (IGA '93) eine Kunststation war wie die Kunststation Villa Moser. Man erreicht das Gate of Hope auch über den Lodzer Steg (6), der hinter dem Löwentor im Rosensteinpark beginnt und sich in einigen Windungen durch ein kleines Baumstück zieht.
Wenn man durch das Gate of Hope hindurchgeht, gelangt man auf einem gepflasterten Weg, der quer zu dem asphaltierten Lodzweg (7) verläuft, zum Osteingang des Parks der Villa Moser, der durch zwei Postamente markiert wird, zwischen denen sich früher wohl ein Gartentor öffnete. Über eine Treppe und einen engen Pfad erreicht man ein langovales, achtförmiges und von Pflanzen überwuchertes Brunnenbecken, und nach einer kleinen Böschung ein weiteres rundes Brunnenbecken. Hier öffnet sich der Blick auf den Oststeg (15) und die dahinterliegenden Reste der Villa Moser (16). Der Oststeg ist mit quergelegten Holzbohlen belegt und wird zu beiden Seiten durch ein stählernes Geländer gesichert.

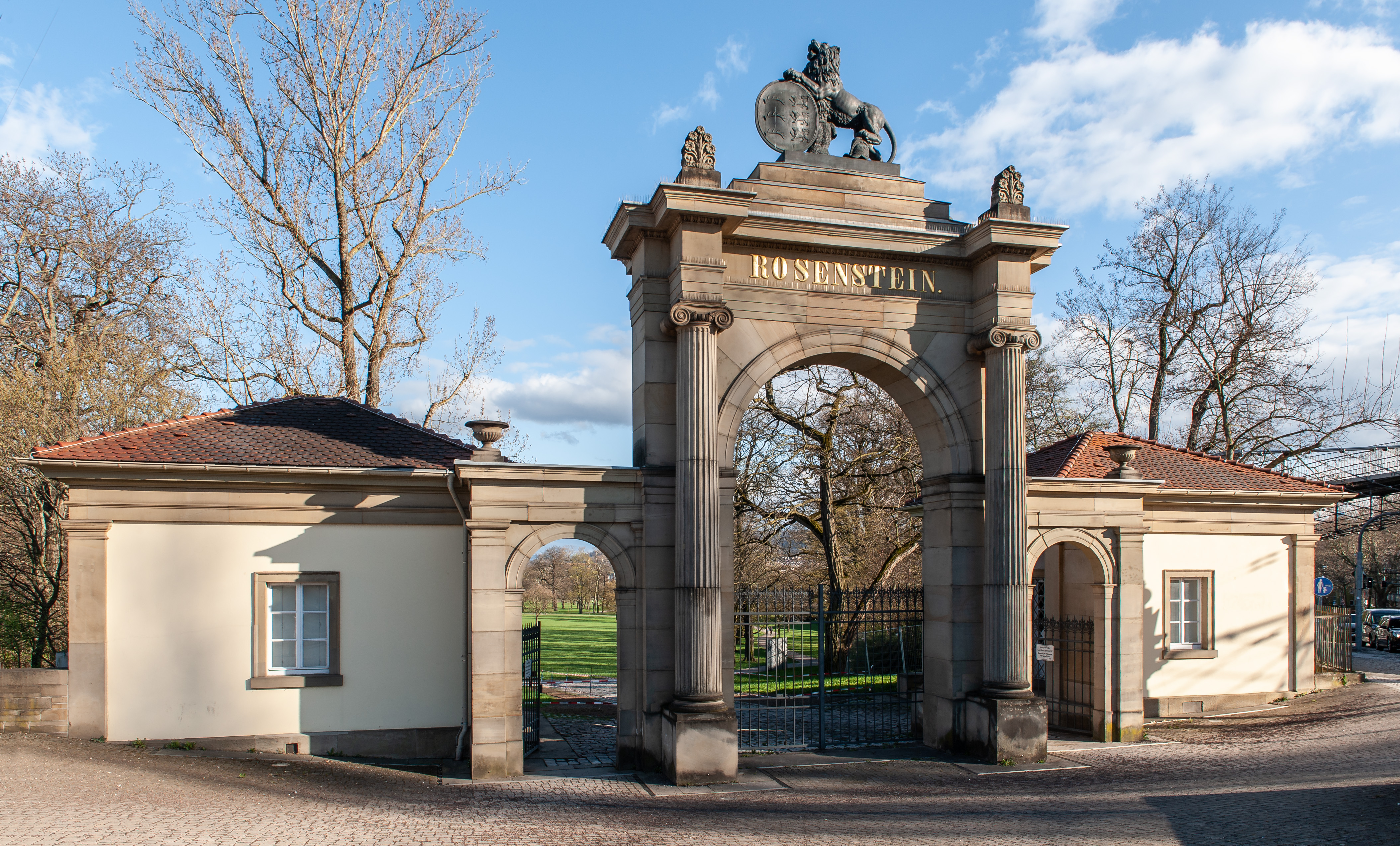
Löwentor (5).
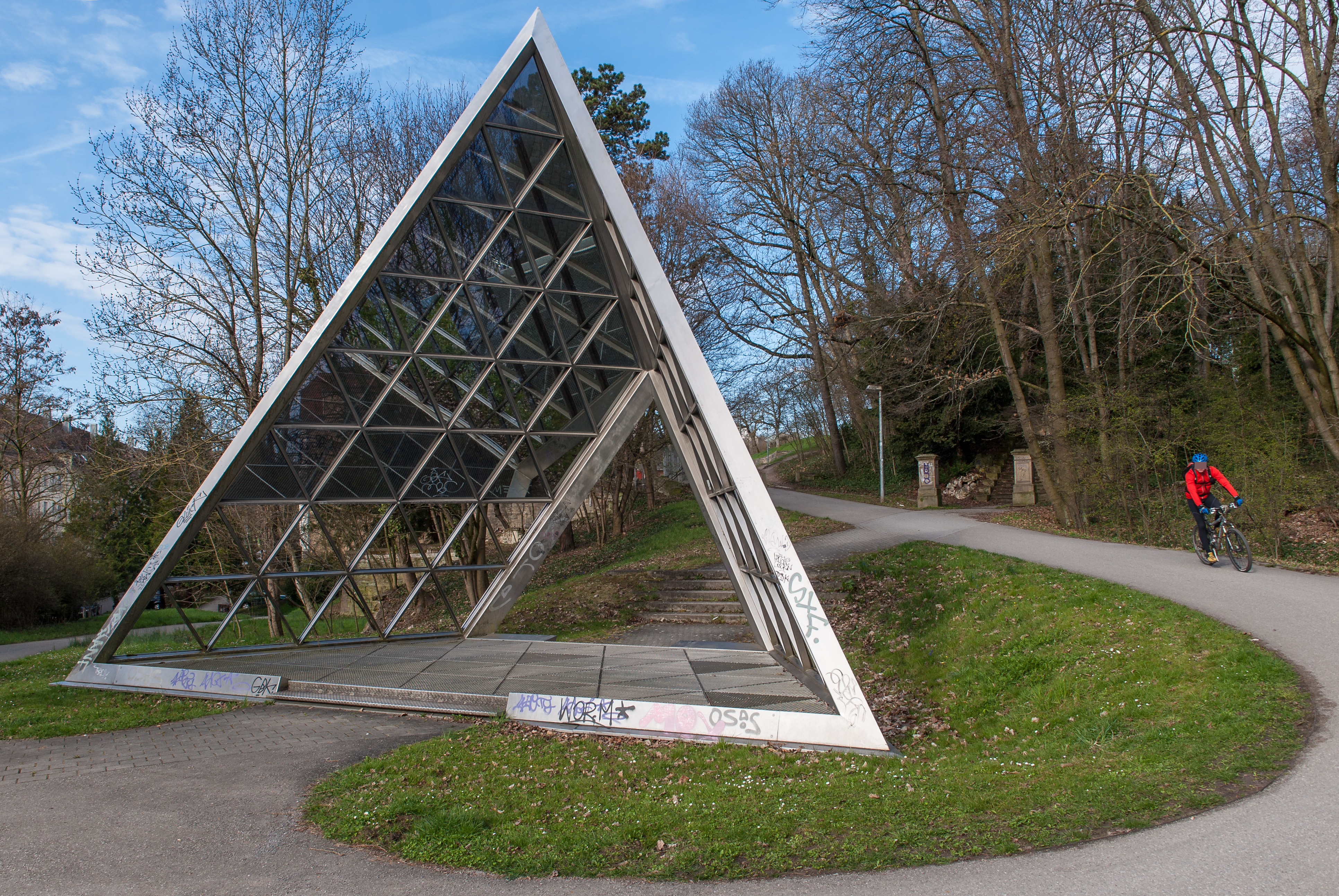
Gate of Hope (12).
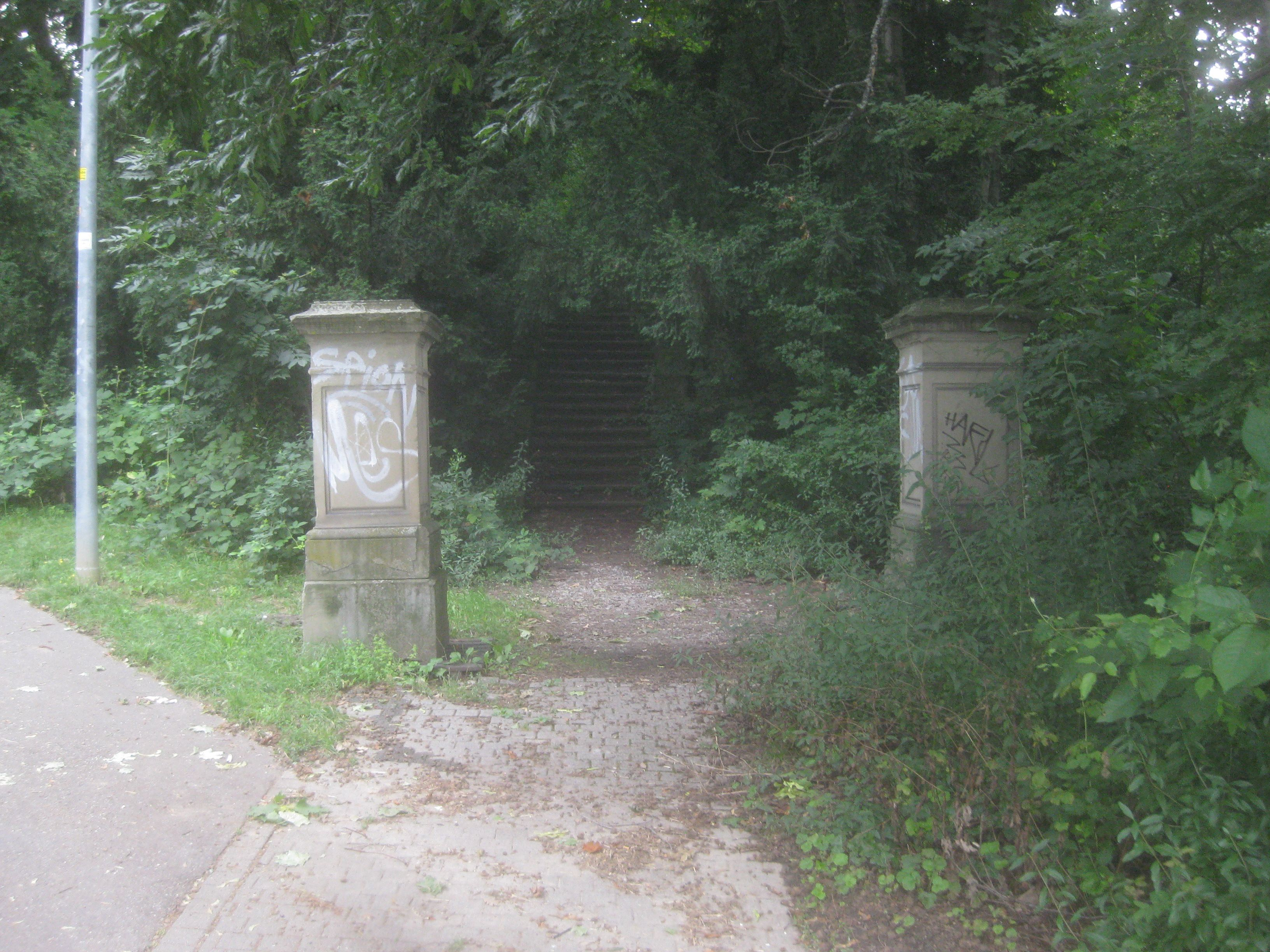
Postamente am Osteingang (13).

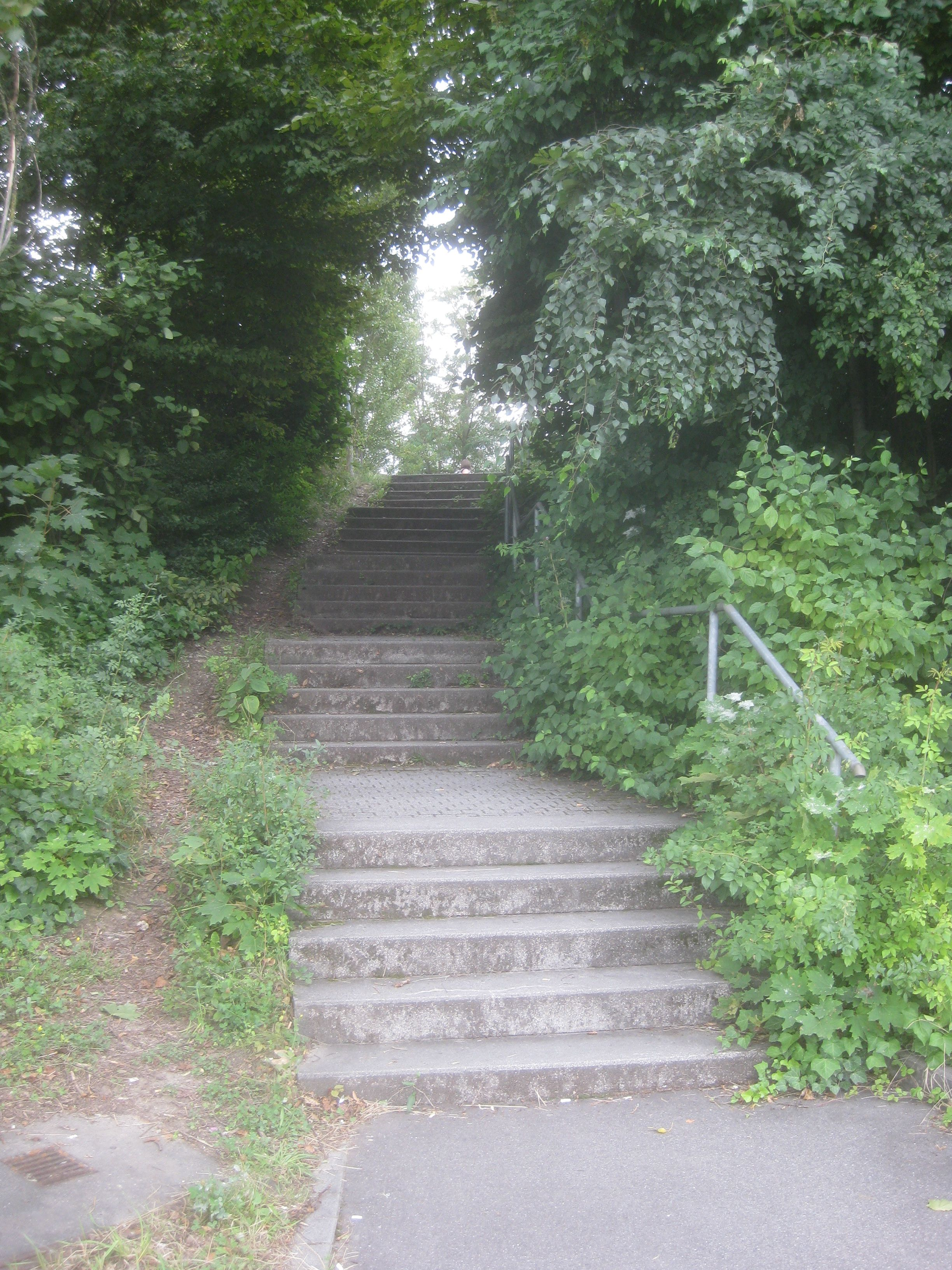
Treppenaufgang (11).
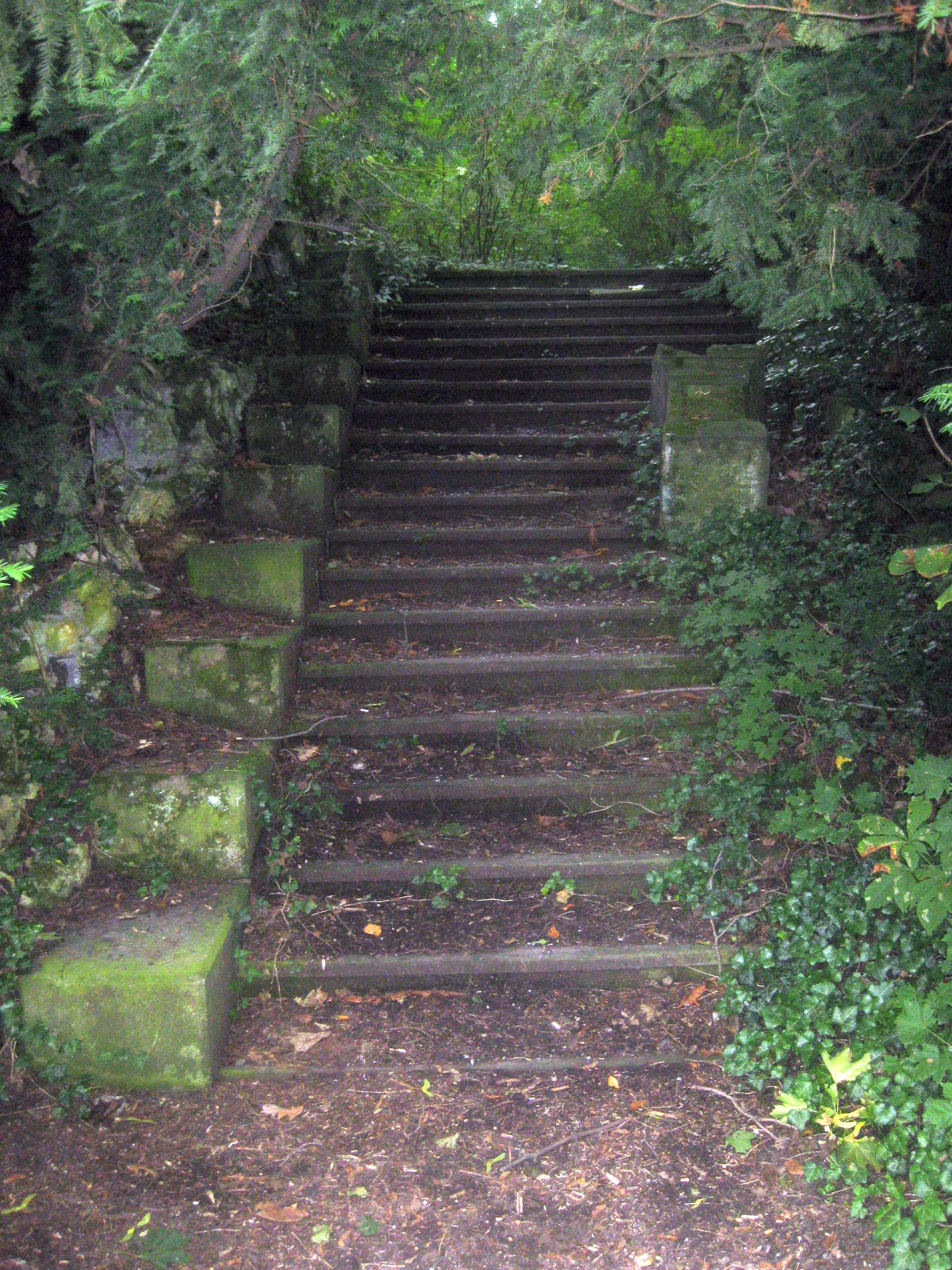
Treppe am Osteingang (13).

## Rezeption
Anders als andere Stuttgarter Privatvillen blieb die Villa Moser literarisch fast unbeachtet. Nur im Nachruf auf Eduard Otto Moser im Schwäbischen Merkur wird die Villa kurz erwähnt: „Auch als wahrer Kunstmäcen verdient Moser, ein eifriger Schüler des zu früh verschiedenen Professors Weitbrecht, genannt zu werden: wer Gelegenheit hatte, die ihm gehörige prachtvolle Villa einzusehen, war überrascht von der zarten kunstfühligen Harmonie, von der der ganze stolze Bau bis auf das Kleinste unter seiner Leitung hergestellt ist.“
Ob die Villa Moser in einem der architektonischen Tafelwerke des ausgehenden 19. und des beginnenden 20. Jahrhunderts berücksichtigt wurde, ist nicht bekannt. In Gebhard Blanks Buch über die Stuttgarter Villen im 19. Jahrhundert kommt die Villa Moser nicht vor, obwohl unbedeutendere oder ebenfalls kriegszerstörte Villen aufgenommen wurden. Lediglich Christine Breig geht ausführlicher in ihrem Standardwerk Der Villen- und Landhausbau in Stuttgart 1830–1930 auf die Villa Moser ein.
Im Zusammenhang mit der Kunststation Villa Moser äußern sich einige Autoren leicht abfällig über die Wünsche und Absichten des Bauherrn der Villa Moser und der großbürgerlichen Villenbauherren der zweiten Hälfte des 19. Jahrhunderts. Hans Luz z. B. hält die Villa Moser für „eine Villa, die dem Geltungsbedürfnis eines sehr reich gewordenen Bürgers entsprach, die aber auch die Wunschträume dieser Gesellschaftsschicht widerspiegelte“.

### Archive
- Baurechtsamt D9167, Stadtarchiv Stuttgart.
- Fotos, Villa Moser, F45066, Stadtarchiv Stuttgart.